# Structuralisme (architectuur)

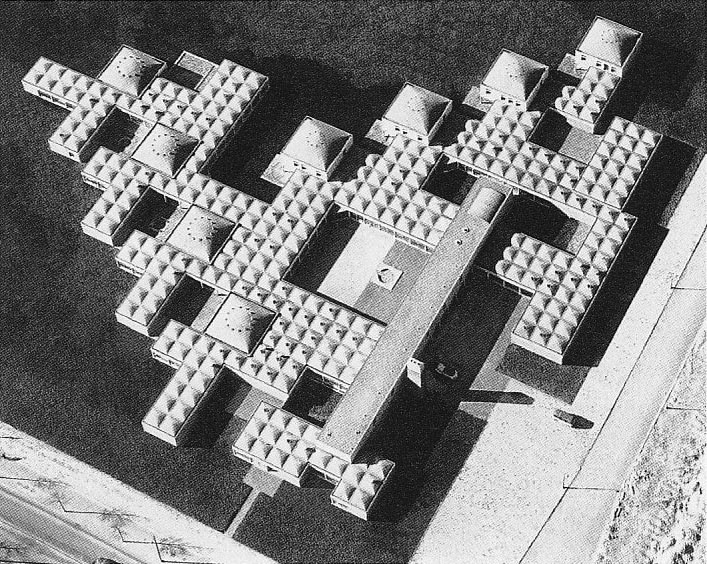
Burgerweeshuis in Amsterdam-Zuid, »Esthetica van het aantal«, 1960 (Aldo van Eyck)

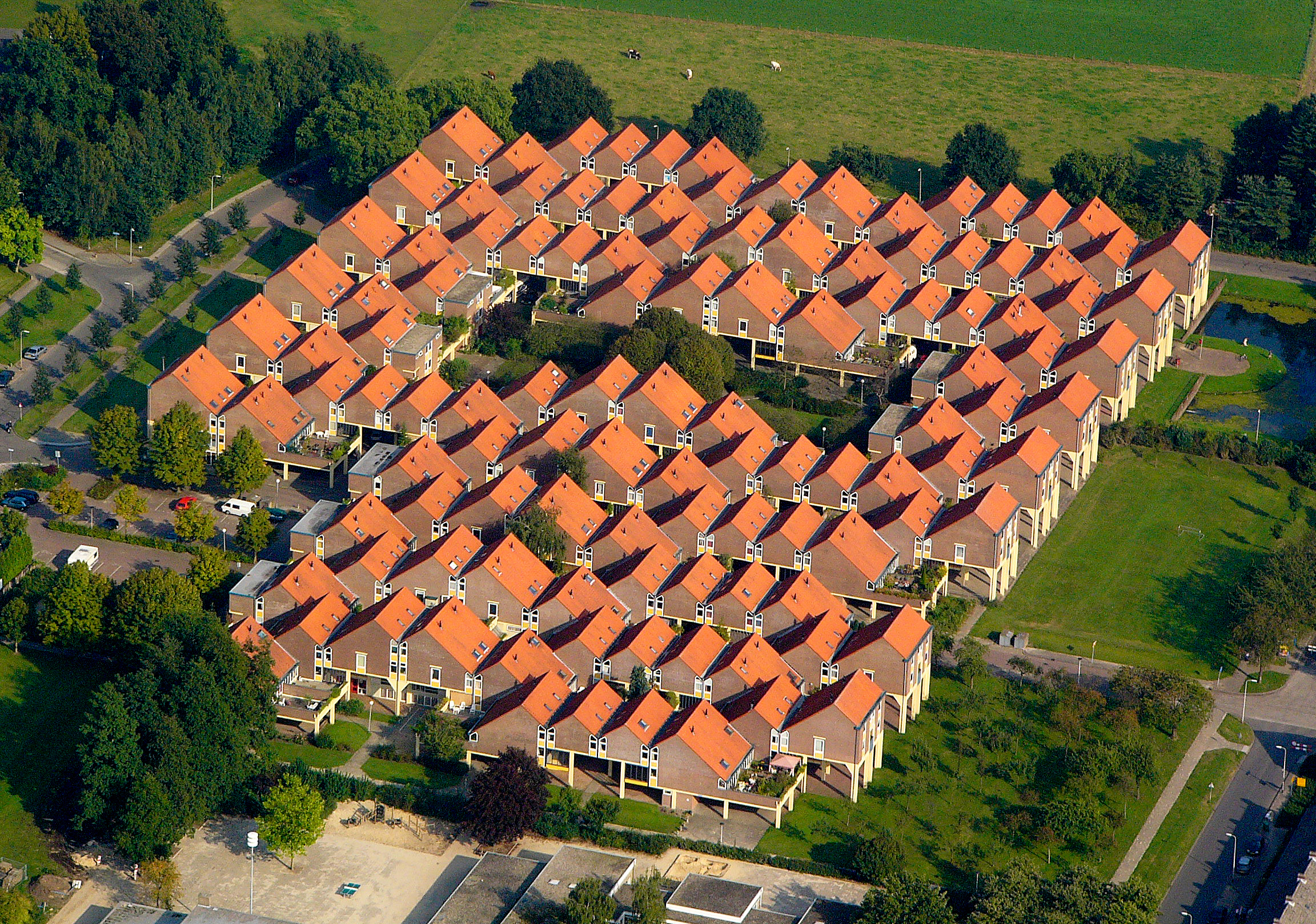
De Kasbah, experimentele woningbouw in Hengelo, 1973 (Piet Blom)

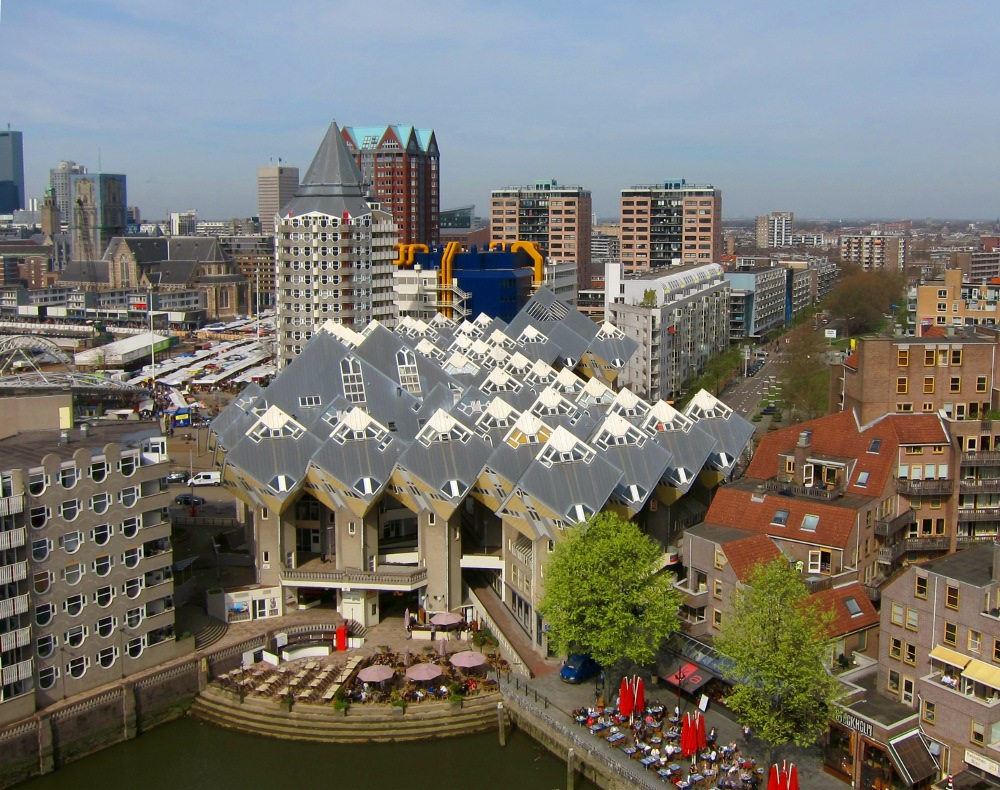
Oude Haven in Rotterdam, Kubuswoningen en drie andere projectdelen, 1985 (Piet Blom)

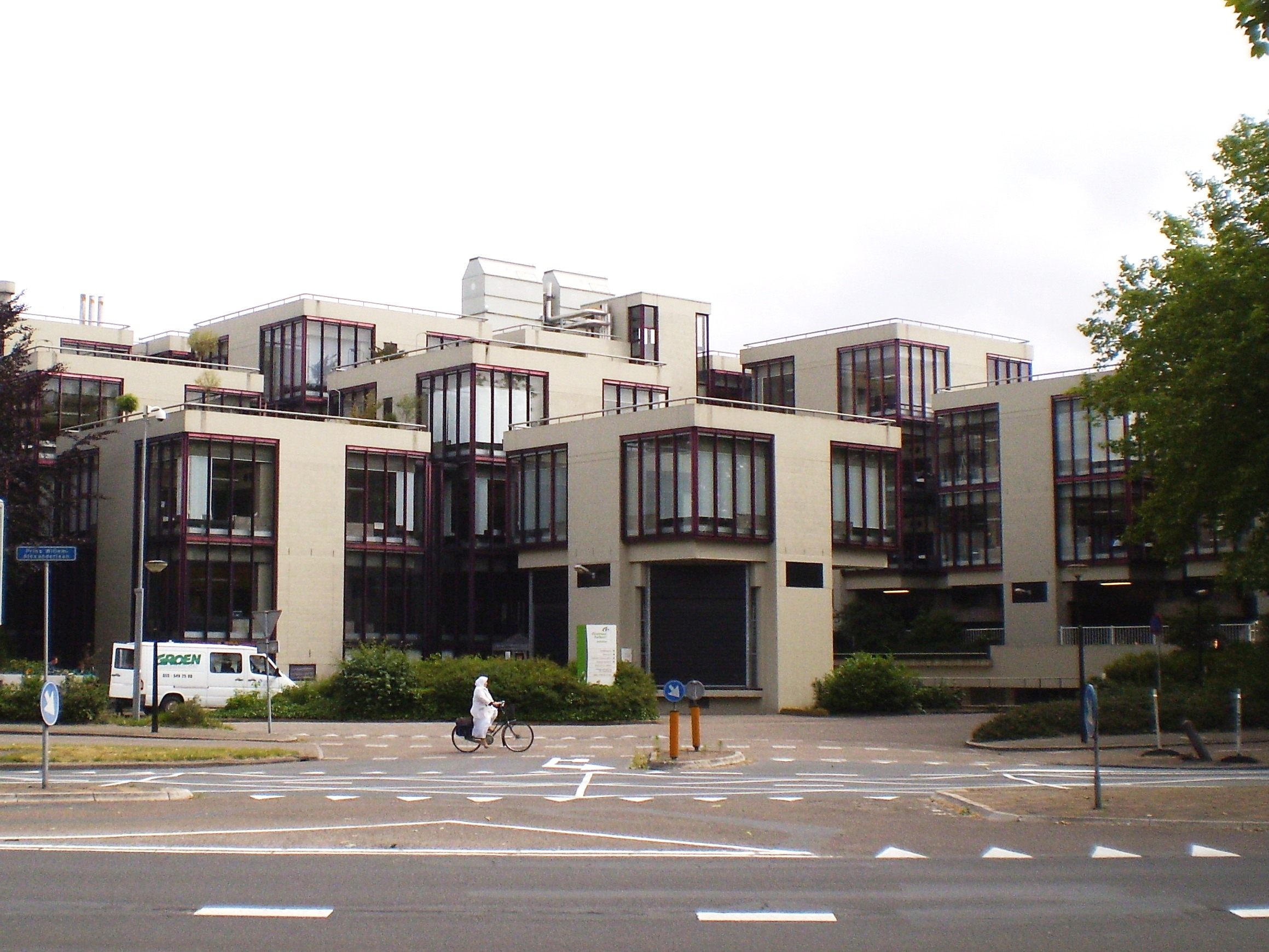
Centraal Beheer, kantoorgebouw in Apeldoorn, participatie binnenruimte, 1972 (Herman Hertzberger)

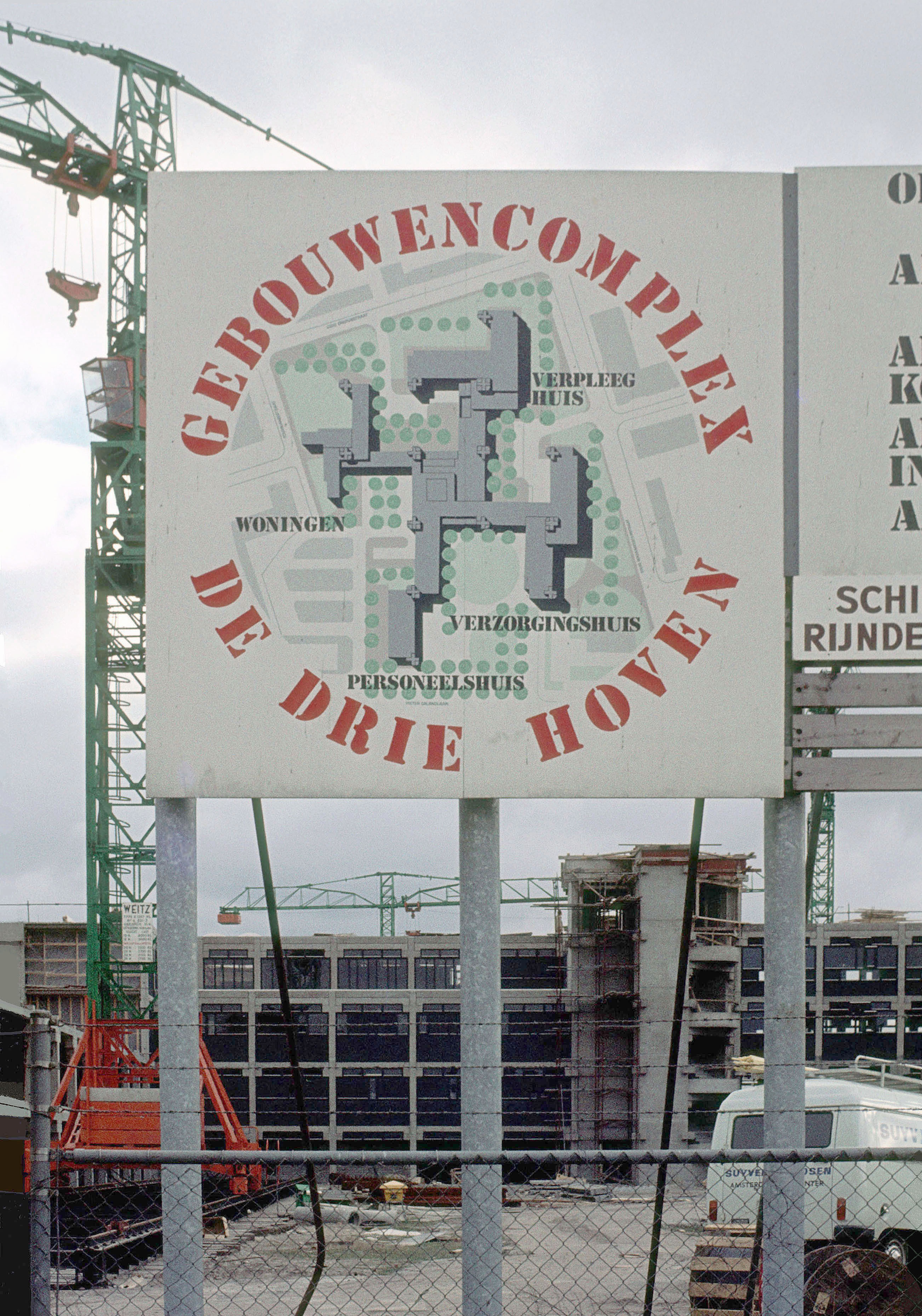
De Drie Hoven, bejaardentehuis in Amsterdam-Slotervaart, megastructuur met verticale communicatie-eenheden, 1974 (Herman Hertzberger)

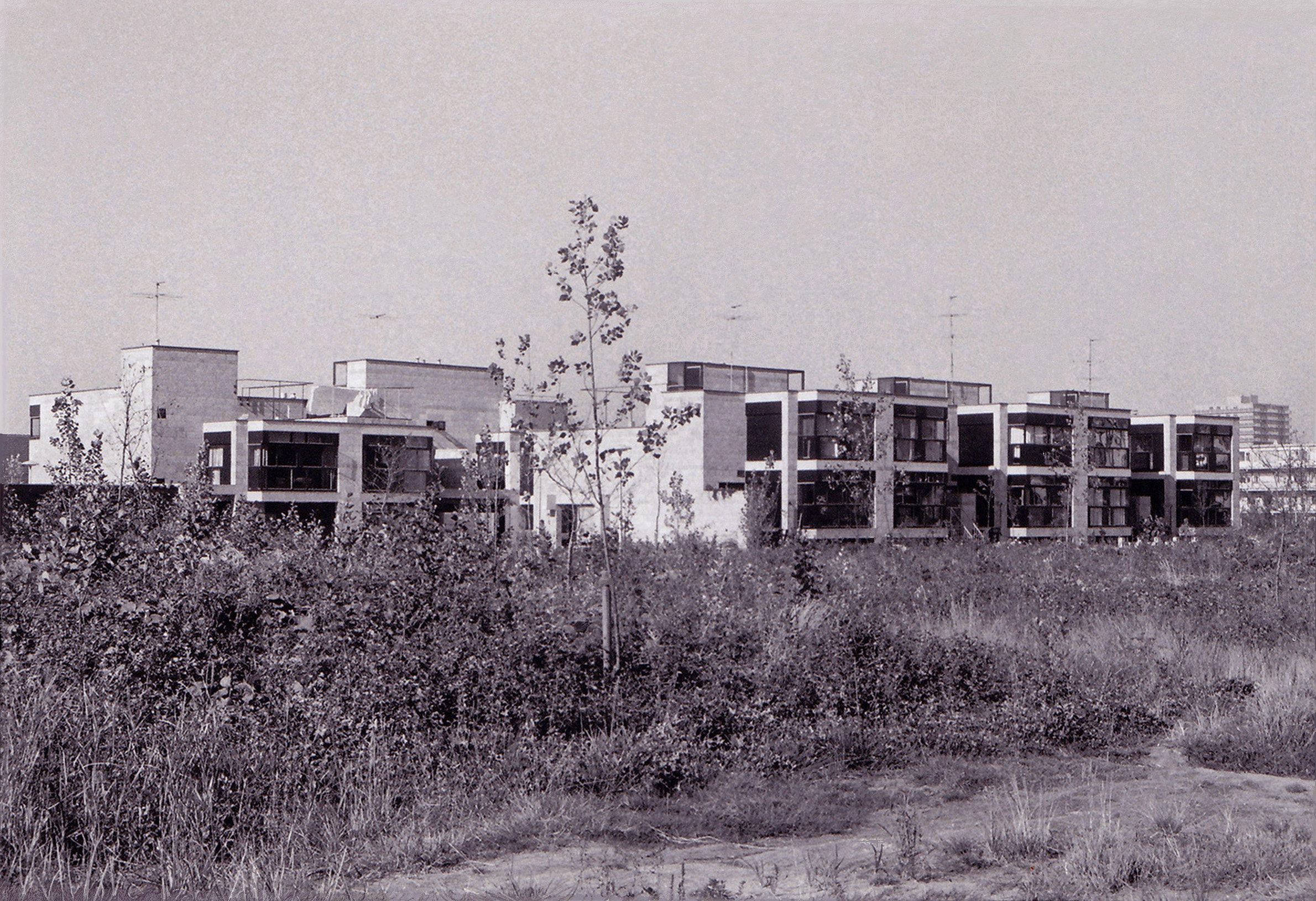
Diagoonwoningen in Delft, participatie, 1971 (Herman Hertzberger)

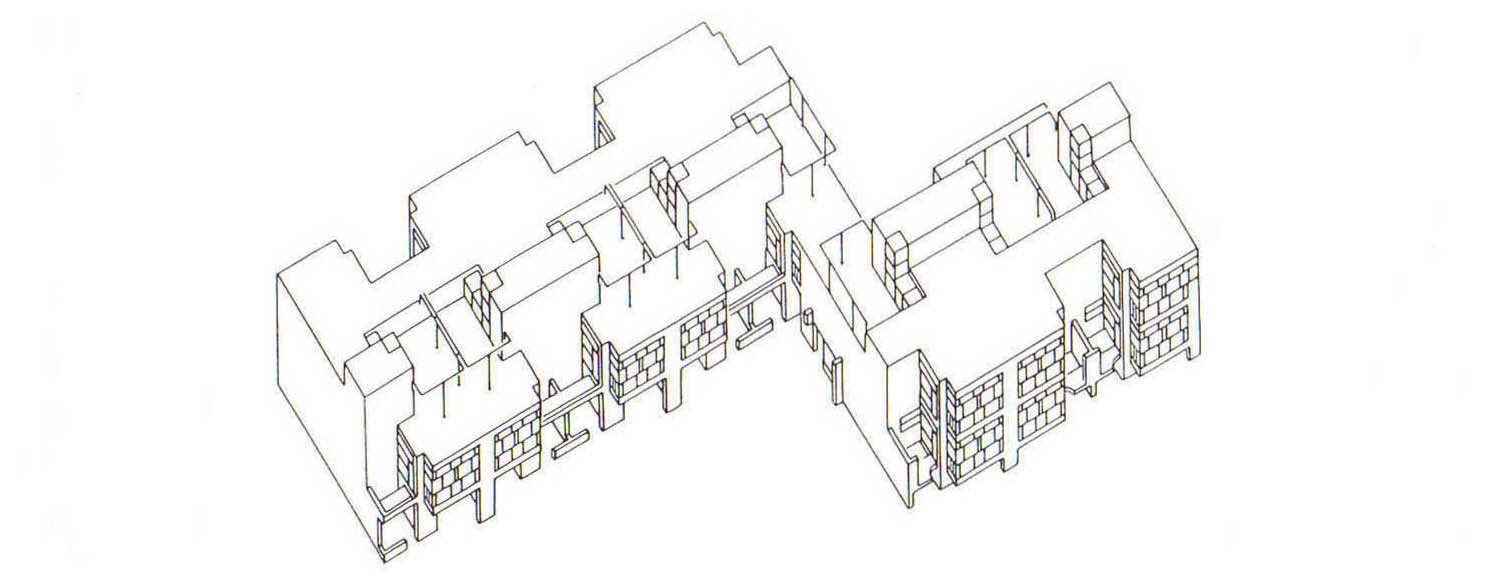
Diagoonhuizen, grondstructuur voor participatie

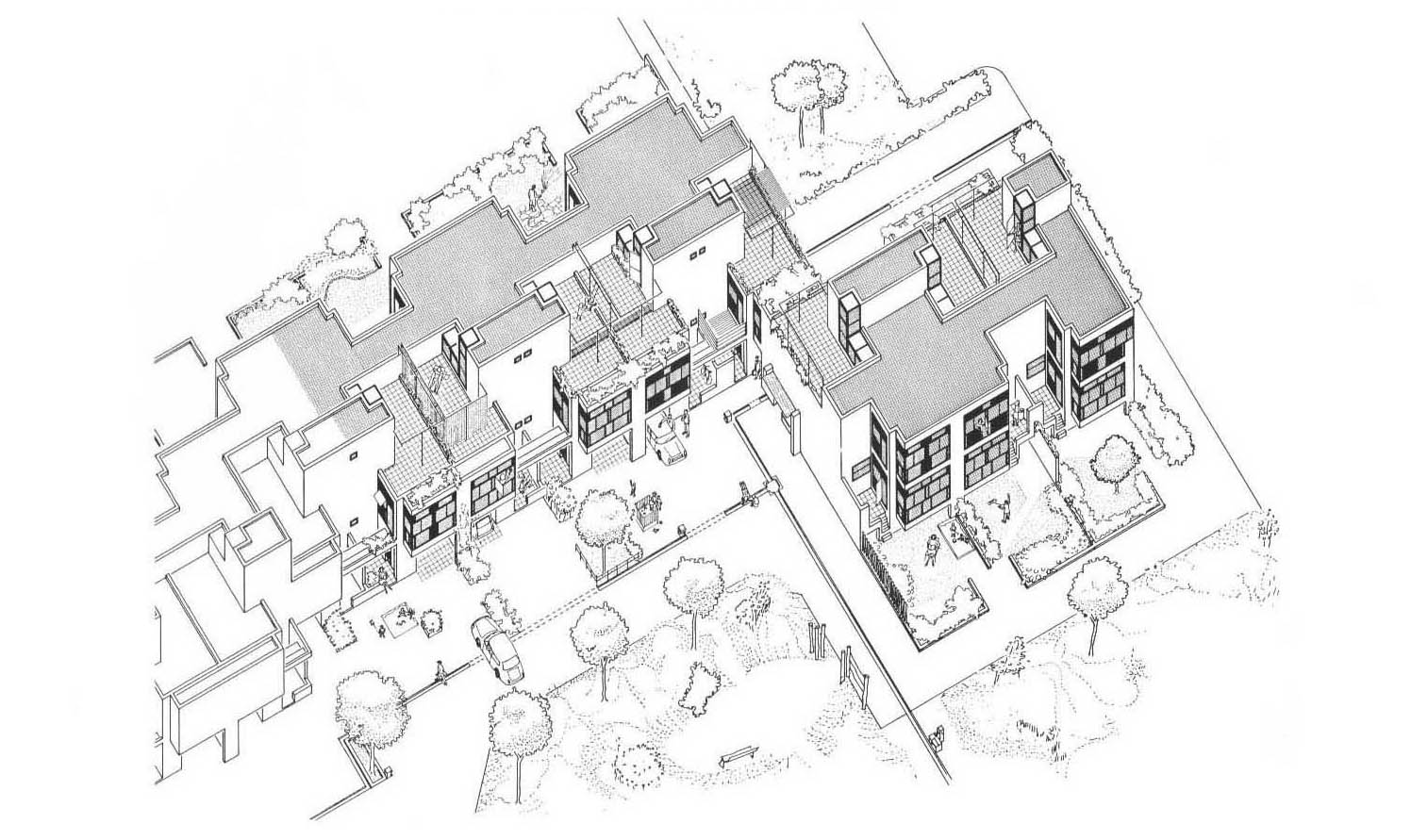
Diagoon: participatie mbt interieur, gevel en omgeving

Het structuralisme in de Nederlandse architectuur en stedenbouw is een stroming die zich kenmerkt door gebouwen met een geometrische structuur, samengesteld uit vaak kleine eenheden die gerelateerd zijn aan de menselijke maat. Het begin van het structuralisme ligt in het midden van de 20e eeuw en was een reactie op het CIAM-functionalisme (rationalisme), dat geleid heeft tot een stedenbouw zonder identiteit van de bewoners en de gebouwde omgeving. De nieuwe stroming hoorde bij de avant-garde, terwijl de algemene stedenbouw zich tot in de jaren 1970 volgens de oude CIAM-principes verder ontwikkelde.
Structuralisme in het algemeen is een denktrant in de 20e eeuw, die op verschillende plaatsen, in verschillende tijden en in verschillende vakgebieden is ontstaan. Het is onder andere te vinden in de linguïstiek, antropologie, filosofie, kunst en architectuur. De Nederlandse architecten van het structuralisme waren met soortgelijke onderzoekingen bezig als Claude Lévi-Strauss (antropologie) en werkten volgens het principe "langue et parole" van Ferdinand de Saussure (linguïstiek), vooral bij het thema participatie met de begrippen structuur en interpretatie.
Een definitie, die voor al deze vakgebieden bruikbaar is, is aan het begin van het Engelstalige artikel als volgt geformuleerd: "Structuralisme is een theoretisch paradigma met het grondprincipe, dat elementen van de menselijke cultuur in relatie staan tot een overkoepelend systeem of een structuur." – Verder is een citaat van de filosoof Simon Blackburn opgenomen: "Het structuralisme gaat ervan uit dat de verschijnselen van het menselijk leven niet begrijpelijk zijn zonder hun onderlinge relaties. Deze relaties vormen een structuur, en achter iedere lokale variatie van verschijnselen zijn er constante wetten van een abstracte cultuur."

## Ontstaan –Team 10
In de internationale vakwereld wordt het jaar 1959 als het begin van de architectuurstroming structuralisme gezien. In dit jaar werd in het Kröller-Müller Museum in Otterlo een internationaal architectencongres gehouden, bekend onder de naam "CIAM '59". Tijdens het congres werd nog niet over structuralisme gesproken. In Nederland verscheen het begrip structuralisme voor de eerste keer in een architectuurtijdschrift uit 1969, in de voorgaande jaren waren de begrippen "Forum-architectuur" en "configuratief ontwerpen" gebruikelijk. Buiten Nederland is over het structuralisme in de architectuur eerder en incidenteel gepubliceerd in vaktijdschriften:
Duitstalig in 1958, Italiaanstalig in 1959, Franstalig in 1964, etc. Over het ontstaan van het structuralisme als architectuurstroming schreef de architectuurhistoricus Francis Strauven: "Het Nederlands Structuralisme als architectuurstroming werd erkend en internationaal gelanceerd door de Zwitserse architect Arnulf Lüchinger, sinds 1974".
De nieuwe stroming is opgekomen in de internationale architectenvereniging CIAM (Congrès Internationaux d'Architecture Moderne) na de Tweede Wereldoorlog. Van 1928-59 was de CIAM een invloedrijk discussieforum voor vragen over architectuur en stedenbouw. In deze vereniging waren verschillende groepen actief met soms tegenstrijdige opvattingen: aanhangers van een wetenschappelijke architectuur zonder esthetische premissen (rationalisten), aanhangers van een architectuur als bouwkunst (Le Corbusier), aanhangers van hoog- of laagbouw (Ernst May), aanhangers van vernieuwing na de Tweede Wereldoorlog (Team 10), aanhangers van de oude garde enz.
Het waren enkele leden van de kleine internationale groep Team 10 (Team Ten), die de basis legden voor het structuralisme. De grote invloed van deze groep werd later aangeduid door Herman Hertzberger, een van de toonaangevende structuralisten van de tweede generatie. Hij omschreef de uitwerking van zijn leerschool met de volgende zin: "Ik ben een product van het Team 10." Het Team 10 als avantgarde groep was actief van 1953 tot 1981, waarbij twee verschillende architectuurstromingen uit deze groep voortkwamen. Aan de ene kant was dat het New Brutalism van de Engelse leden (Alison and Peter Smithson) en aan de andere kant het Structuralisme van de Nederlandse leden (Aldo van Eyck en Jaap Bakema).
Ook van buiten het Team 10 kwamen belangrijke impulsen voor het structuralisme zoals van Louis Kahn in Amerika, Kenzo Tange in Japan of van de Nederlander John Habraken met zijn theorie over de gebruikersparticipatie. Bij het realiseren van participatieprojecten leverden Herman Hertzberger, Lucien Kroll en in de 21ste eeuw Alejandro Aravena belangrijke architectonische bijdragen. In deze samenhang gebruikte Herman Hertzberger het volgende statement: "Structuralisme gaat over het onderscheid tussen een kader of structuur met een lange levenscyclus en een invulling met een minder lange cyclus."
De Japanse architect Kenzo Tange ontwierp in 1960 het bekende Tokyo-Bay-Plan. Later vertelde hij over het ontstaan van dit project: "Het was geloof ik rond 1959 of in het begin van de jaren zestig dat ik begon na te denken over wat ik later structuralisme zou gaan noemen." Verder schreef Tange het artikel "Functie, structuur en symbool, 1966", waarin hij de overgang van het functionalistische naar het structuralistische denken uitlegt. Voor Tange stond de tijd van 1920-60 onder het teken van het functionalisme en de tijd van na 1960 onder het teken van het structuralisme.
Van Le Corbusier bestaan verschillende vroege projecten en gebouwde prototypen voor het structuralisme, sommigen zelfs uit de jaren 1920. Ondanks het feit, dat de leden van het Team 10 bepaalde aspecten in het werk van Le Corbusier bekritiseerden in de jaren 1950 (stedenbouwkundig grondconcept zonder "Sense of Place", donkere binnenstraten van de Unité), zo zagen ze hem toch als groot voorbeeld van een creatieve architectenpersoonlijkheid.

## Manifest
Een van de meest spraakmakende manifesten voor de structuralistische beweging werd samengesteld door Aldo van Eyck in het tijdschrift Forum 7/1959. Het was tegelijkertijd het programma voor het congres van CIAM in Otterlo in 1959. De kern van het manifest is een frontale aanval op de Nederlandse vertegenwoordigers van het CIAM-rationalisme, die grotendeels verantwoordelijk waren voor de wederopbouw na de Tweede Wereldoorlog (uit tactische redenen werden de namen Van Tijen, Van Eesteren, Merkelbach e.a. niet genoemd). Het manifest bestaat uit vele statements en voorbeelden voor een meer humane stedenbouw.
Een ander invloedrijk manifest is het boek De Dragers en de Mensen - Het Einde van de Massawoningbouw van John Habraken, gepubliceerd in 1961. Het is het begin van de participatiebeweging in de woningbouw en onderdeel van de architectuurstroming structuralisme. Uitgaven: Nederlands, Engels, Italiaans, Spaans en Duits.

## Otterlo-congres, deelnemers
Enkele presentaties en discussies tijdens het Otterlo-congres van 7–15 september 1959 worden gezien als het begin van het structuralisme in de architectuur en stedenbouw. Deze presentaties hadden een internationale invloed. In het boek van Oscar Newman met de titel CIAM '59 in Otterlo zijn de 43 deelnemende architecten genoemd:
L. Miquel, Alger / Aldo van Eyck, Amsterdam / José A. Coderch, Barcelona / Wendell H. Lovett, Bellevue-Washington / Werner Rausch, Berlin / W. van der Meeren, Bruxelles / Ch. Polonyi, Budapest / M. Siegler, Genf / P. Waltenspuhl, Genf / Hubert Hoffmann, Graz / Chr. Fahrenholz, Hamburg / Alison Smithson, London / Peter Smithson, London / Giancarlo de Carlo, Milano / Ignazio Gardella, Milano / Vico Magistretti, Milano / Ernesto Rogers, Milano / Albert Aretz / Blanche Lemco van Ginkel, Montreal / Daniel van GinkeI, Montreal / Callebout, Nieuport / Geir Grung, Oslo / A. Korsmo, Oslo / Georges Candilis, Paris / Alexis Josic, Paris / André Wogenscky, Paris / Shadrach Woods, Paris / Louis Kahn, Philadelphia / Viana de Lima, Porto / F. Tavora, Porto / Jacob B. Bakema, Rotterdam / Herman Haan, Rotterdam / J.M. Stokla, Rotterdam / John Voelcker, Staplehurst / Ralph Erskine, Stockholm / Kenzo Tange, Tokyo / T. Moe, Trondheim / Oskar Hansen, Warszawa / Zofia Hansen, Warszawa / Jerzy Soltan, Warszawa / Fred Freyler, Wien / Eduard F. Sekler, Wien / Radovan Niksic, Zagreb / Alfred Roth, Zürich

## Uitgangspunten

### Esthetica van het aantal
In visueel opzicht kent het structuralisme twee verschillende verschijningsvormen, de "esthetica van het aantal" en "structuur en invulling", die soms in combinatie optreden. Het begrip "Aesthetics of Number" (esthetica van het aantal) introduceerde Aldo van Eyck in het tijdschrift Forum 7/1959. Deze architectuur is vergelijkbaar met celstructuren en wordt ook "configuratieve architectuur" genoemd. De verschijningsvorm aan de buitenkant van deze architectuur is onveranderlijk.

### Structuur en invulling

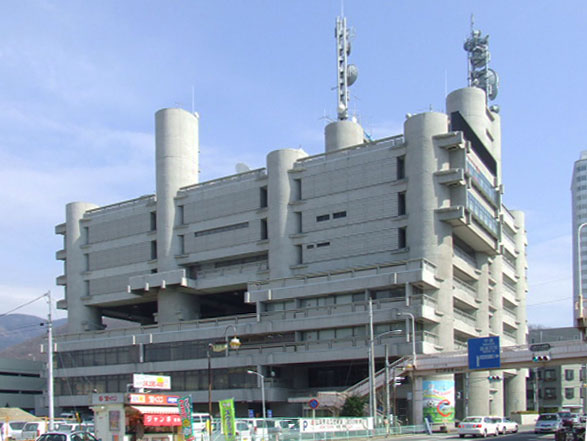
»Structuur en invulling (architectuur)« – Yamanashi Cultuur Instituut in Kofu. Prototype van een interpreteerbare, aanpasbare en uitbreidbare architectuur, 1967 (Kenzo Tange)

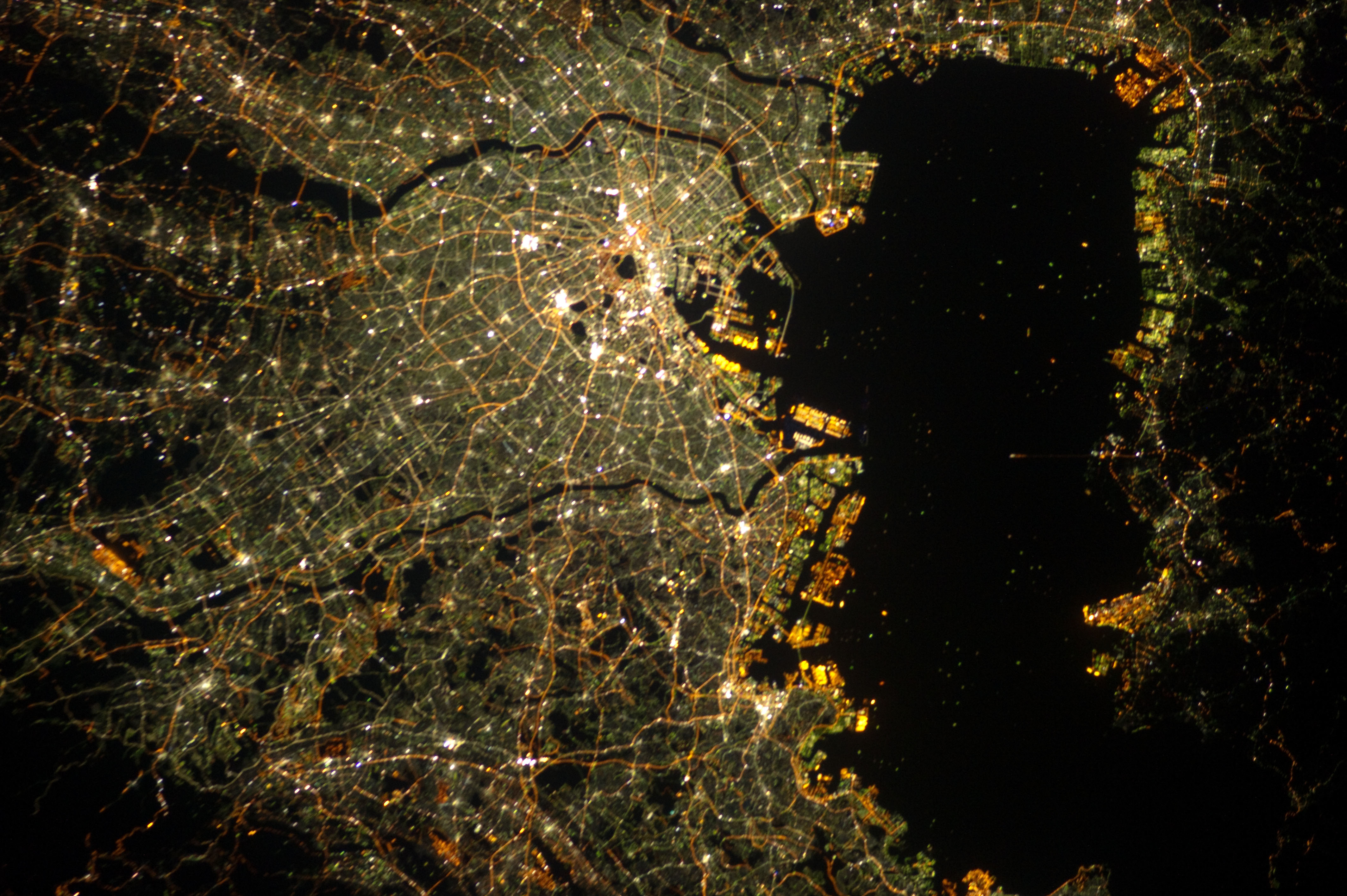
»Structuur en invulling (stedenbouw)« – In 1960 ontwierp Kenzo Tange het structuralistische Tokyo-Bay-Plan met modulaire woongebouwen.

In 1961 introduceerde John Habraken de thema's "structuur en invulling" en "architectuur van de montere veelvormigheid" voor de participatie in de woningbouw. In de jaren 1960 ontstonden ook veel bekende utopie-projecten, die gebaseerd zijn op het principe "structuur en invulling". Het Tokyo-Bay-Plan van Kenzo Tange uit 1960 is een van de meest bekende projecten. Architectuur en stedenbouw van deze richting zijn interpreteerbaar, aanpasbaar en uitbreidbaar. Verdere begrippen zijn "open structuren" en "twee-componenten-bouwwijze".

### Humane architectuur
De volgende aspecten hebben minder betrekking tot de visuele kant van de architectuur en worden vaak als ideologische uitgangspunten omschreven:
- Gebouwde structuren als contravorm van de sociale structuren volgens het Team 10, dat zich "Werkgroep voor het onderzoek naar de Relaties tussen sociale en gebouwde structuren" noemde.[3]
- Archetypisch gedrag van de mensen als uitgangspunt voor de architectuur (vgl. Antropologie, Claude Lévi-Strauss). In tegenstelling tot deze opvatting geloofden de rationalisten, die door bepaalde groepen van de Russische avant-garde uit de jaren 1920 beïnvloed waren, dat de mens en de maatschappij maakbaar en te manipuleren zouden zijn.
- Samenhang, groei en verandering op alle niveaus van de stedenbouw. Geleding van de bouwmassa. Stedenbouwkundig grondconcept met het principe Sense of place. Herkenningstekens in de stedenbouw.
- Polyvalente vorm en individuele interpretatie (vgl. Langue et Parole, Ferdinand de Saussure). Gebruikersparticipatie. Integratie van professionele en alledaagse bouwcultuur met als resultaat de pluralistische architectuur.

Het principe Structuur en invulling is tot nu toe actueel gebleven, zowel in de architectuur van de woningbouw als ook bij de stedenbouw. Bij de participatie in de woningbouw zijn invloedrijke voorbeelden: de perspectieftekening van het project "Fort l'Empereur" in Algiers van Le Corbusier (1934), de isometrietekening van de Diagoonwoningen in Delft van Herman Hertzberger (1971) en de woningbouwprojecten met "half-huizen" van Alejandro Aravena in de 21ste eeuw. Bekende projecten van "structuur en invulling" op het niveau van de stad zijn: het Tokyo-Bay-Plan van Kenzo Tange (1960) en de fascinerende maquettefoto's van de Vrije Universiteit Berlijn van Candilis Josic & Woods (1963-73). Verder zijn de utopieprojecten van onder meer Archigram en Yona Friedman te noemen. In het algemeen wordt bij de stedenbouw met de volgende structuurmiddelen gewerkt: verkeerslijnen (onder andere gridironplannen), symmetrieën, pleinen, opvallende gebouwen, rivieren, zeeoevers, groenzones, heuvels enzovoort. Dit is ook bij vroegere stadsstructuren het geval.
Bij het principe Esthetica van het aantal is gebleken, dat het voor de structurering en geleding van een hele stad minder bruikbaar is. Maar zowel in de architectuur als ook bij woonwijken zijn voorbeeldig gelede gebouwen en configuraties ontstaan. De eerste invloedrijke illustraties voor deze richting leverde Aldo van Eyck met luchtfoto's van zijn weeshuis in Amsterdam (1961). Het weeshuis en de latere configuratie bij het ruimtevaartcentrum Estec in Noordwijk (1989) horen bij de mooiste "ikonen" van het structuralisme.

## Woonwijken, gebouwen en projecten

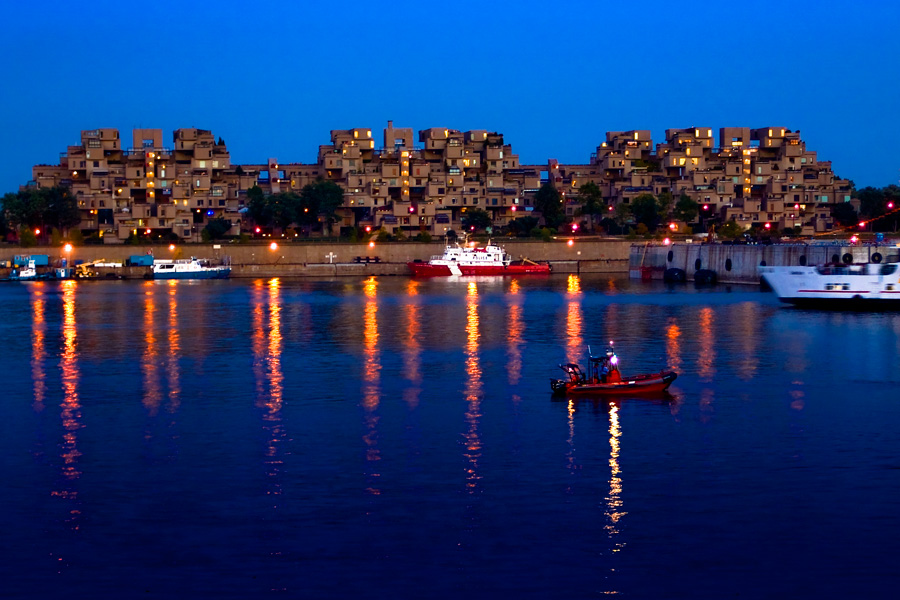
Habitat 67, Wereldtentoonstelling in Montreal, 1967 (Moshe Safdie)

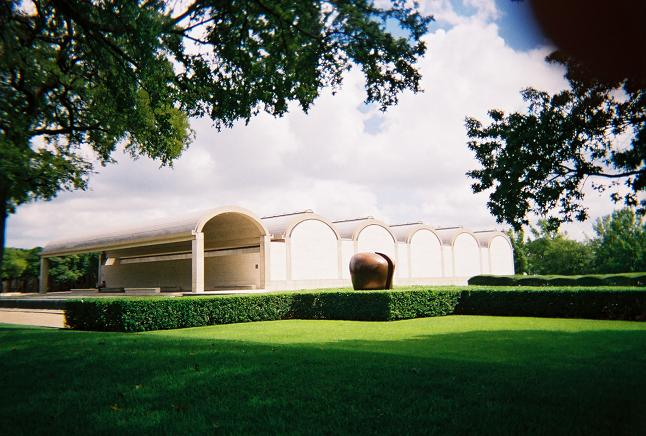
Kimbell Art Museum in Fort Worth, 1972 (Louis Kahn)

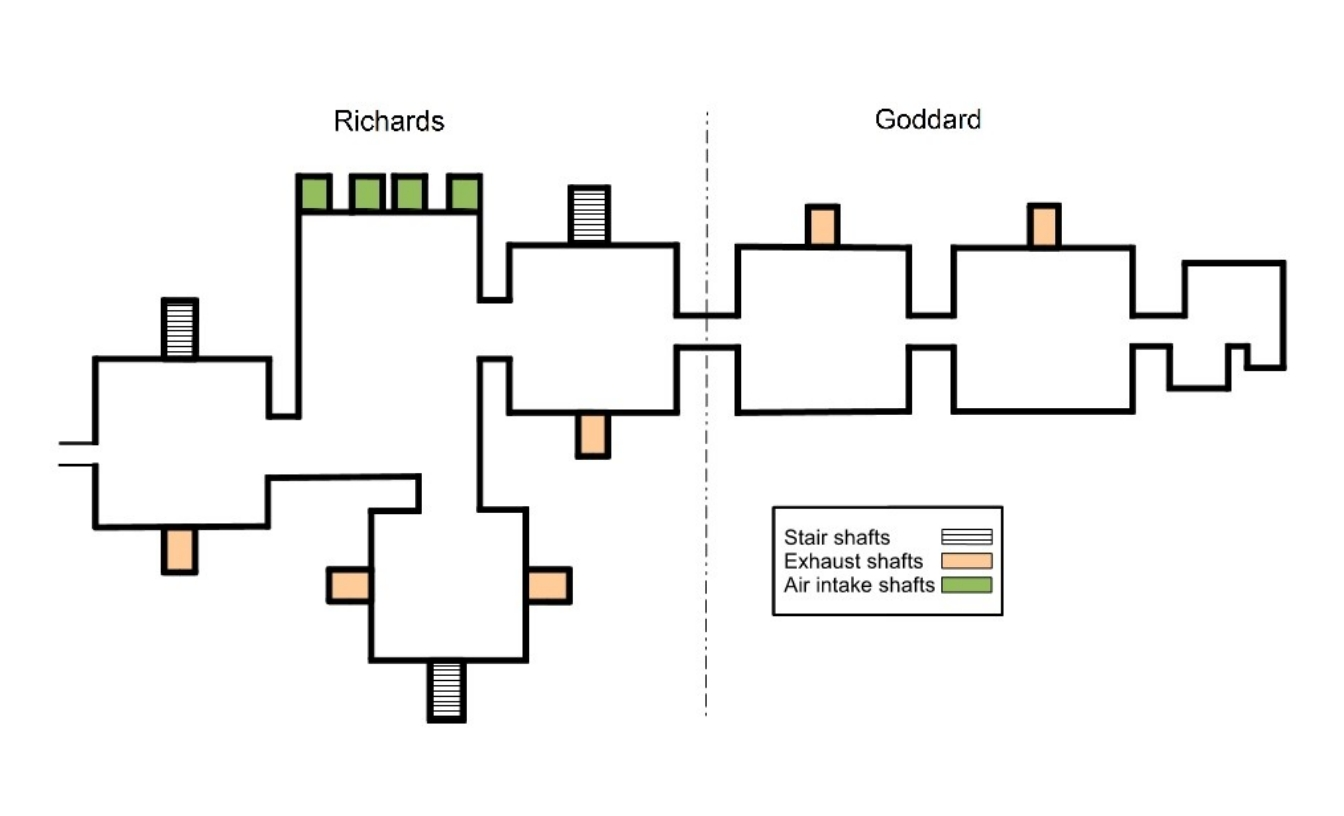
»Configuratie met gebouw-eenheden« – Plattegrond, Richards Medical Research Building in Philadelphia, 1960 (Louis Kahn)

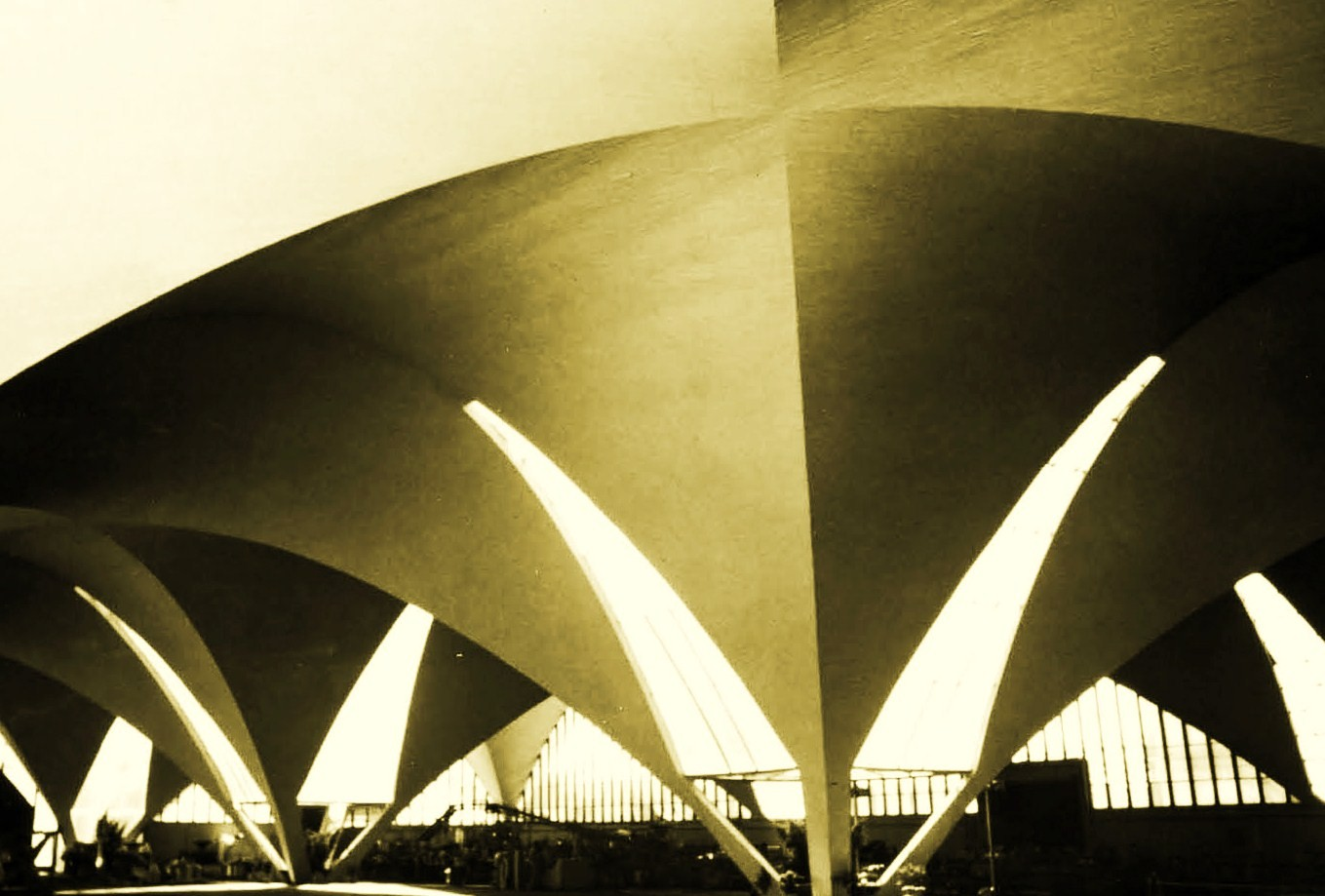
Bacardi-fabriek in Cuautitlán bij Mexico-Stad, 1960 (Félix Candela)

- OMA, bureau Rem Koolhaas, masterplan en coördinatie: Homeruskwartier in Almere, mix van bouwstijlen door verschillende architecten, 2012 (participatie)
- Alejandro Aravena: Sociale woningbouw met half-huizen voor participatie in: Iquique, Quinta Monroy, 2004 / Santiago de Chile, Lo Espejo, Don Francisco, 2007 / Monterrey, Las Anacuas, 2010 / Constitución, Villa Verde, Rio Loncamilla, 2016 (participatie)
- Adriaan Geuze, masterplan en coördinatie: Woonwijk Borneo-Sporenburg Scheepstimmermanstraat Amsterdam, 2000 (participatie)
- Lucien Kroll: Studentencentrum Sint-Lambrechts-Woluwe Brussel, 1976 (participatie)
- Mario Botta: Secondary school Morbio Inferiore, 1976 / Bank-gebouw Lugano, 1987
- Verhoeven Klunder Witstok & Brinkman: Woonwijk in Berkel-Rodenrijs, 1973
- Piet Blom: Woningbouw Kasbah Hengelo, 1973 / Kubushuizen in Helmond, 1975 / Kubushuizen Stadsgebied Oude Haven Rotterdam, 1985
- Abe Bonnema en Mien Ruys: Kantorencomplex PEN-dorp in Alkmaar, 1982 (met sloop bedreigd)
- Patrick Hodgkinson: Brunswick Centre Londen, 1972
- Eberhard Zeidler: McMaster-universiteit in Hamilton (Ontario), 1972
- David Zuiderhoek & Henk Klunder: Woonwijk "Europarkstad Leusden", 1970
- Moshe Safdie: Woonwijk "Habitat 67", Wereldtentoonstelling van Montreal, 1967 / Herdenkingsmonument in Jeruzalem, 1987
- Giancarlo De Carlo: Studentenhuisvesting Collegio del Colle Urbino, 1966
- Stefan Wewerka: Woonwijk "Ruhwald" Berlijn, project 1965
- Candilis Josic & Woods: Vrije Universiteit Berlijn, 1963-1973
- Herman Hertzberger: Fabrieks-uitbreiding "Lin Mij" Amsterdam-Sloterdijk, 1964 / Experimentele Woningbouw Diagoonwoningen Delft, 1971 (participatie) / Kantoorgebouw Centraal Beheer Apeldoorn, 1972 (participatie interieur) / Bejaardentehuis De Drie Hoven in Amsterdam, 1974 / Ministerie van SZ in Den Haag, 1990
- Atelier 5: Woonwijk Halen bij Bern, 1961
- Kenzo Tange: Tokyo-Bay-Plan, project 1960 / Yamanashi Cultuur Instituut in Kofu, 1967
- Aldo van Eyck: Burgerweeshuis Amsterdam, 1960 / Ruimtevaartcentrum ESTEC, restaurant congreszalen bibliotheek, Noordwijk, 1989
- Félix Candela: Bacardi-fabriek Cuautitlán bij Mexico-Stad, 1960
- Werner Gantenbein: Zwitsers paviljoen bij de Expo 58 in Brussel, 1958
- Louis Kahn: Joods Gemeentecentrum Trenton, project 1954 / Richards Medical Research Building in Philadelphia, 1960 / Kimbell-Art-Museum Fort Worth, 1972
- Alison and Peter Smithson: Woonwijk "Golden Lane" Londen, project 1952 / "Hierarchy of Association", schema stedenbouw 1953
- Van den Broek & Bakema, Jan Stokla: Woonwijken bij Rotterdam, Pendrecht project 1949 / Alexanderpolder, projecten 1953 en 1956
- Le Corbusier: Perspectieftekening woonwijk "Fort l'Empereur" Algiers, project 1934 (participatie) / Weekendhuis Parijs, 1935 / Centre Le Corbusier in Zürich, 1963-1967

### Structuur-eenheden – een kenmerk van de architectuurstroming
Een opvallend kenmerk van het structuralisme in architectuur en stedenbouw is de 'geleding van de bouwmassa met structuur-eenheden en grid', in verschillende uitvoeringen. In het boek Structuralism in Architecture and Urban Planning is dit ontwerp-principe op de volgende titelpagina's gepubliceerd:
- 1. Structuren met gebouw-eenheden
- 2. Structuren met gebouwengroep-eenheden
- 3. Structuren met constructie-eenheden
- 4. Structuren met communicatie-eenheden (verticale eenheden, horizontale eenheden)
- 5. Verdere structuren (zonder grid)

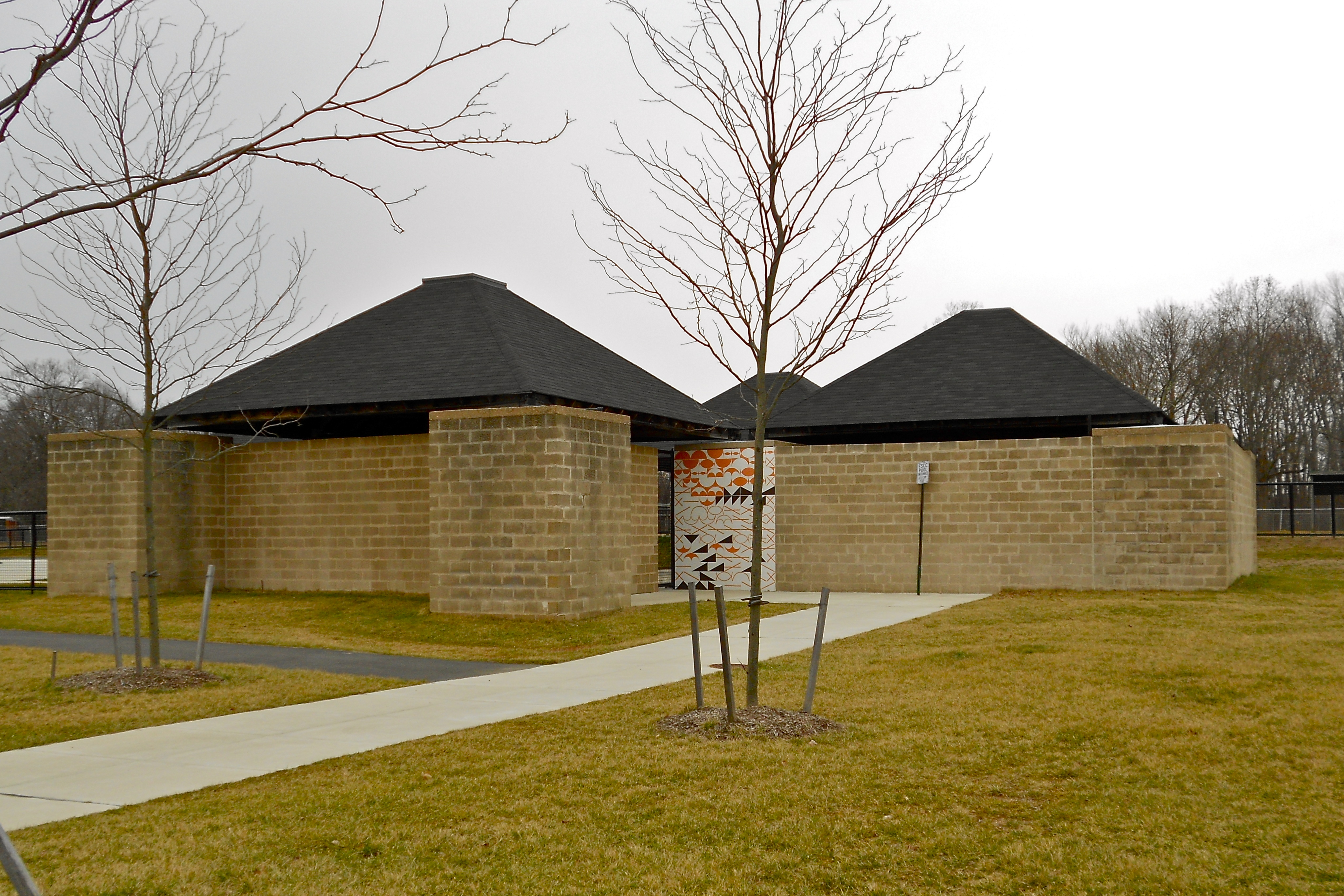
* 1. – Trenton Bath House, in Ewing Township, deel van groter plan, 1955 (Louis Kahn)
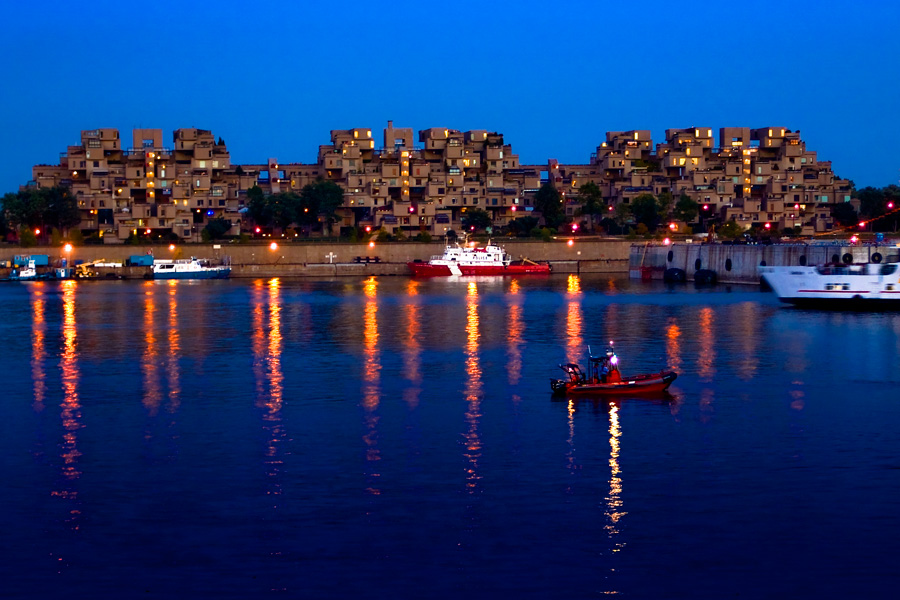
* 2. – Habitat 67 in Montreal, 1967 (Moshe Safdie)
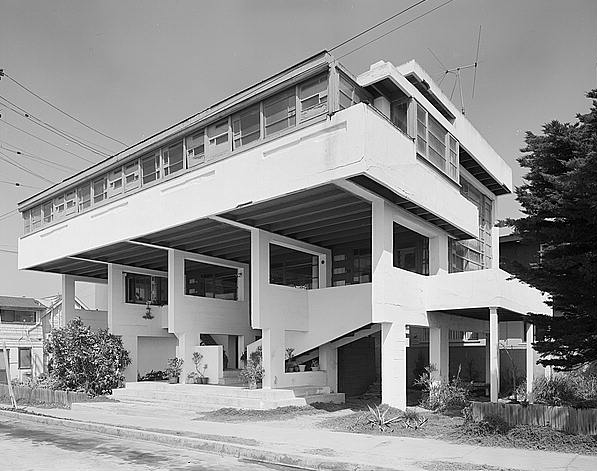
* 3. – Lovell Beach House in Newport Beach, 1926 (Rudolph Schindler)
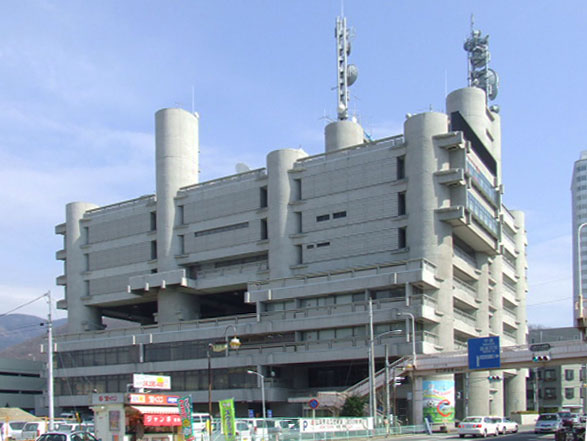
* 4a. – Yamanashi Cultuur Instituut in Kofu, 1967 (Kenzo Tange)
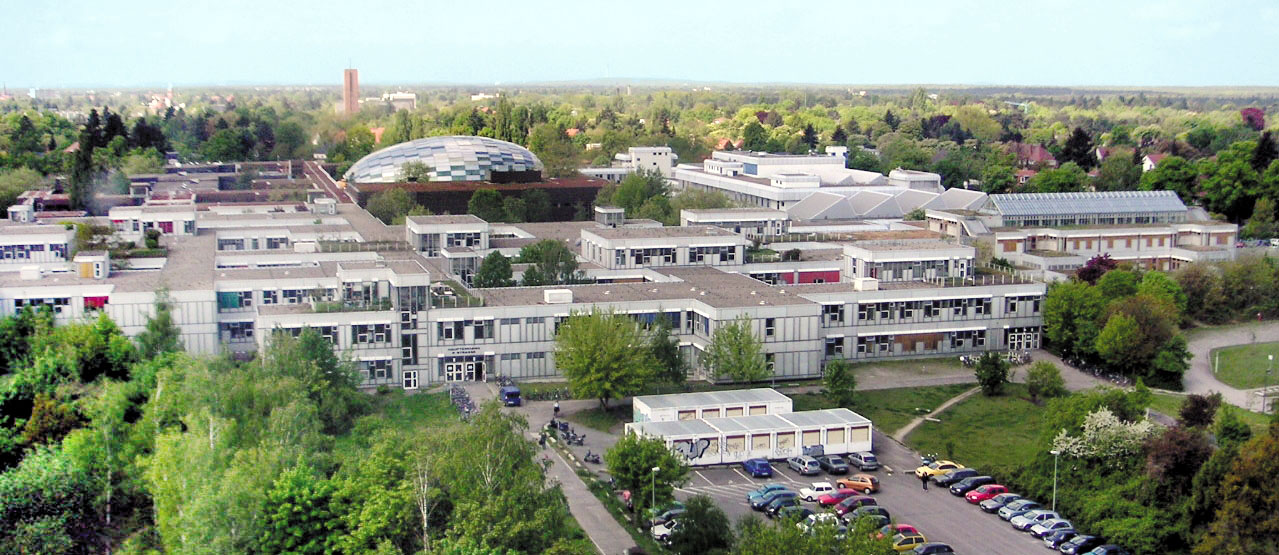
* 4b. – FU Berlijn 1963-73 (Candilis Josic Woods)
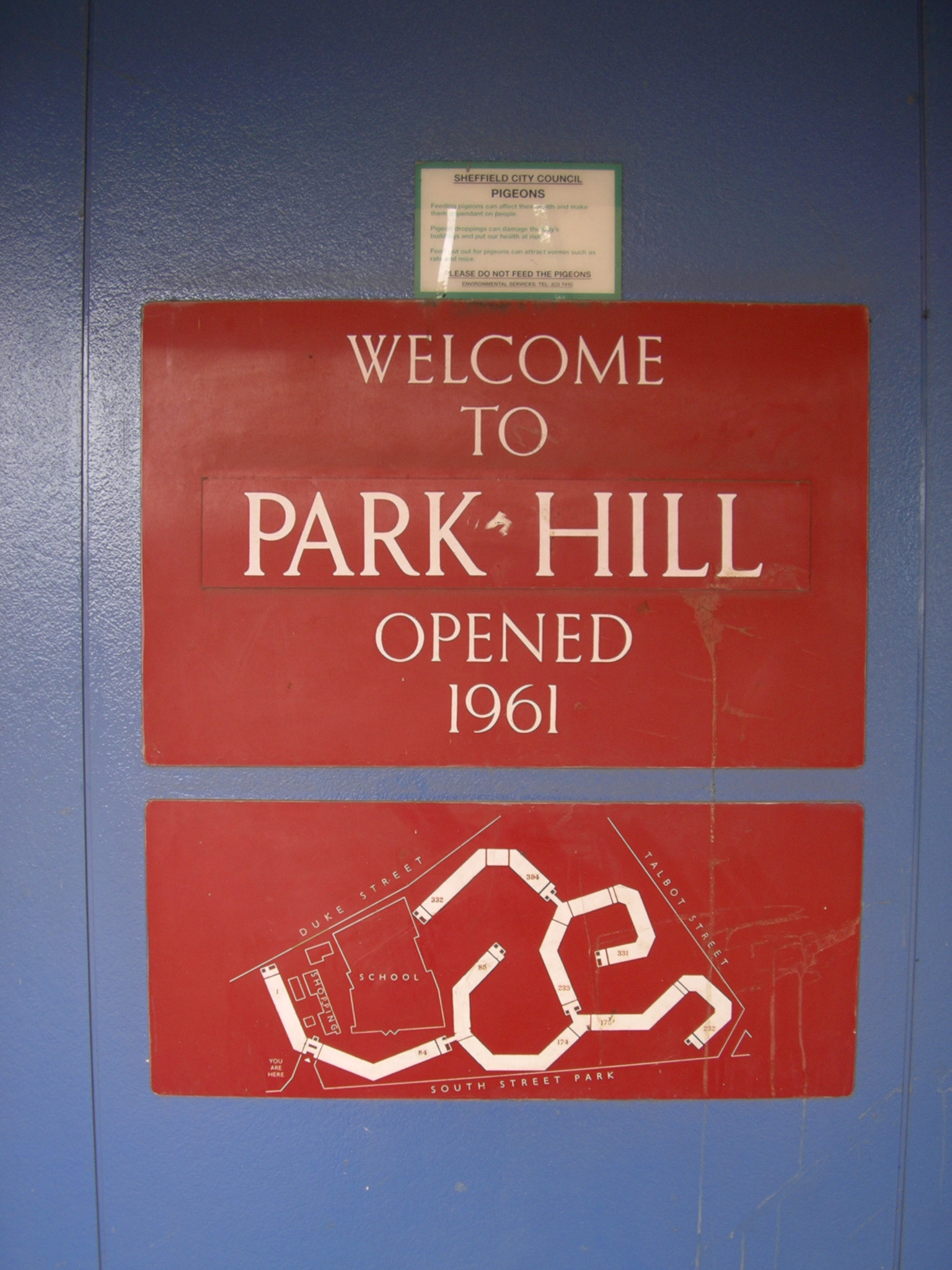
* 5. – Park Hill in Sheffield, 1961 (Lynn Smith Womersley)

### Structuralistische gebouwen buiten Nederland

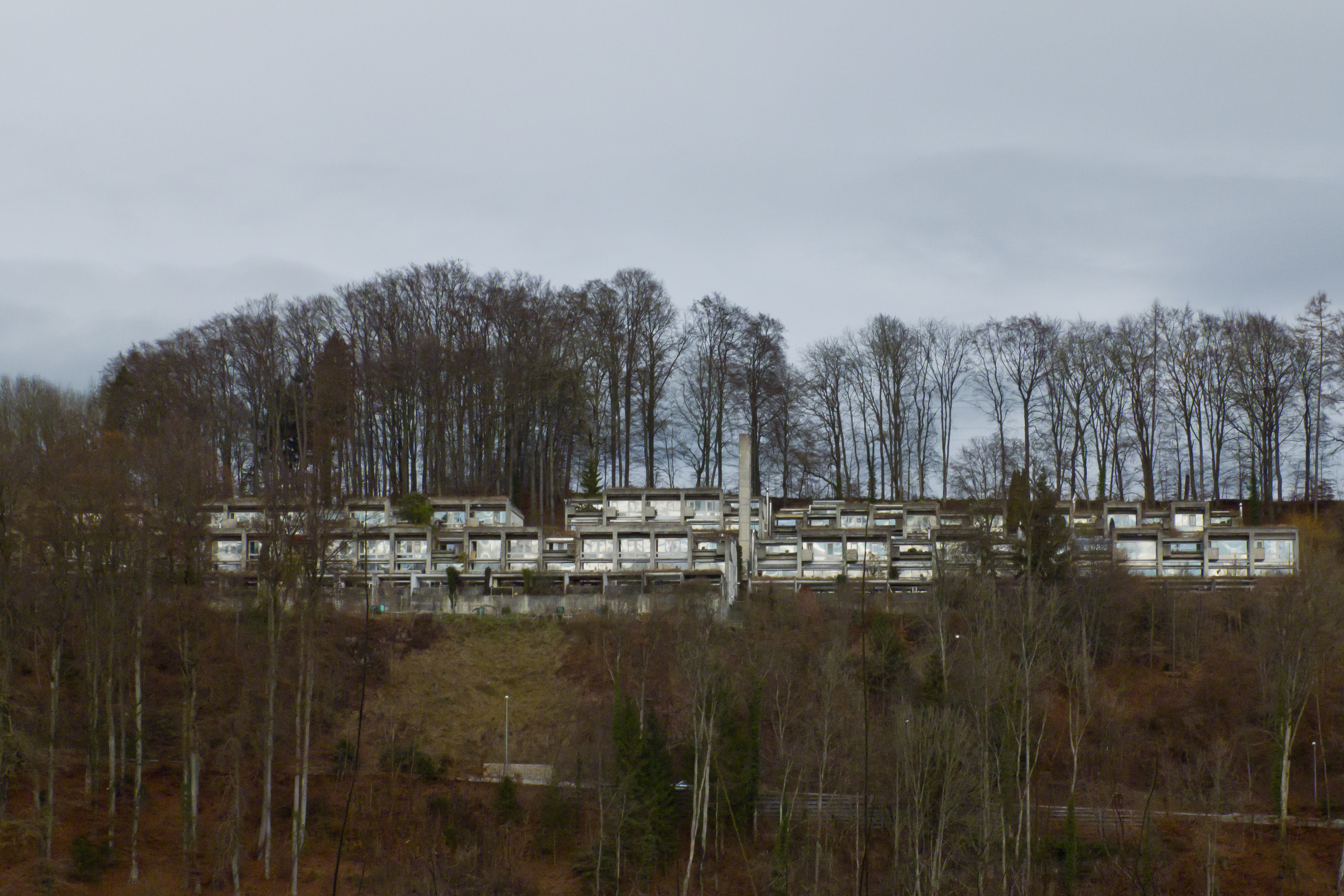
Halen Siedlung bij Bern, 1961 (Atelier 5)
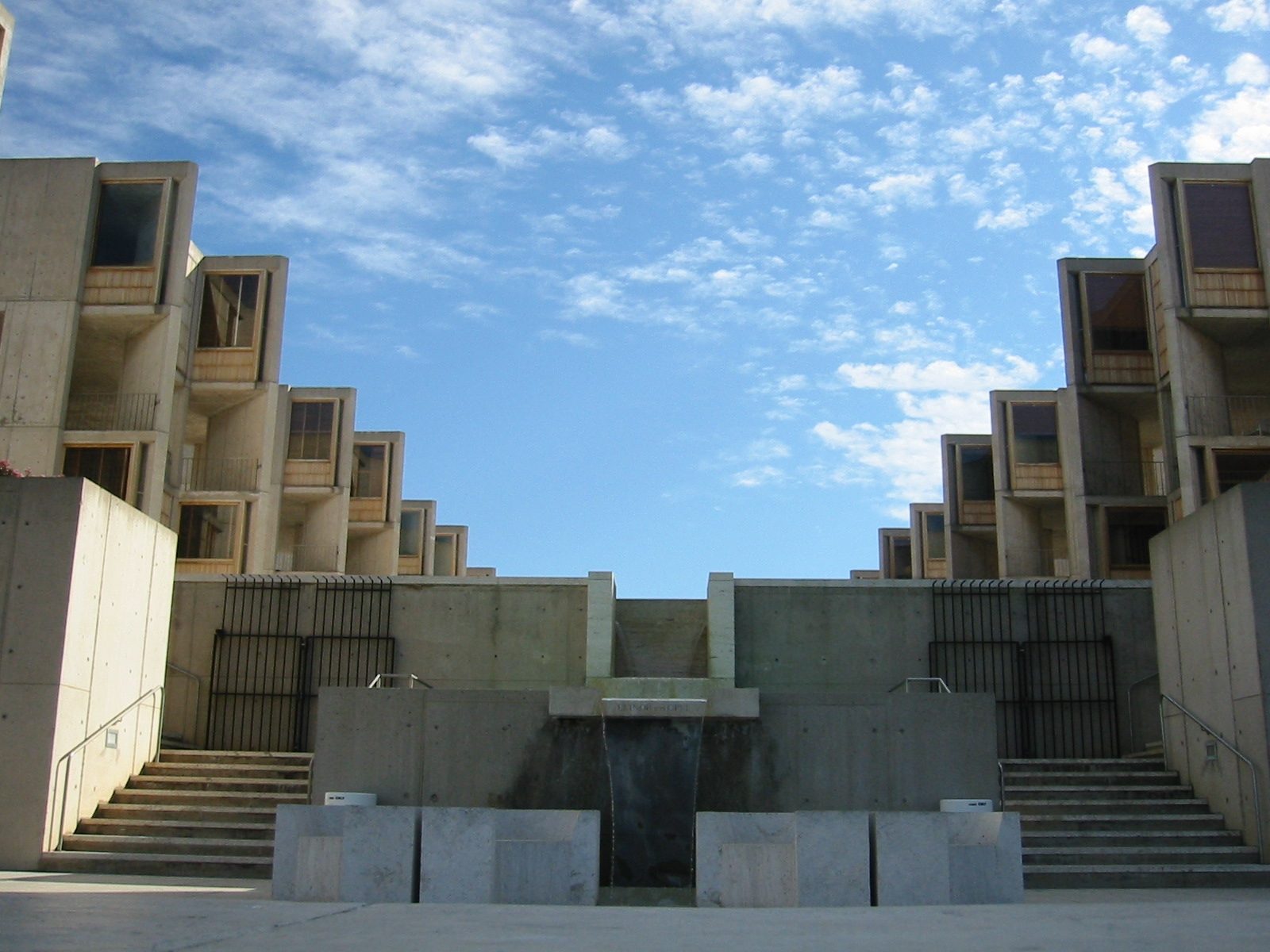
Salk Institute for Biological Studies in La Jolla, 1965 (Louis Kahn)
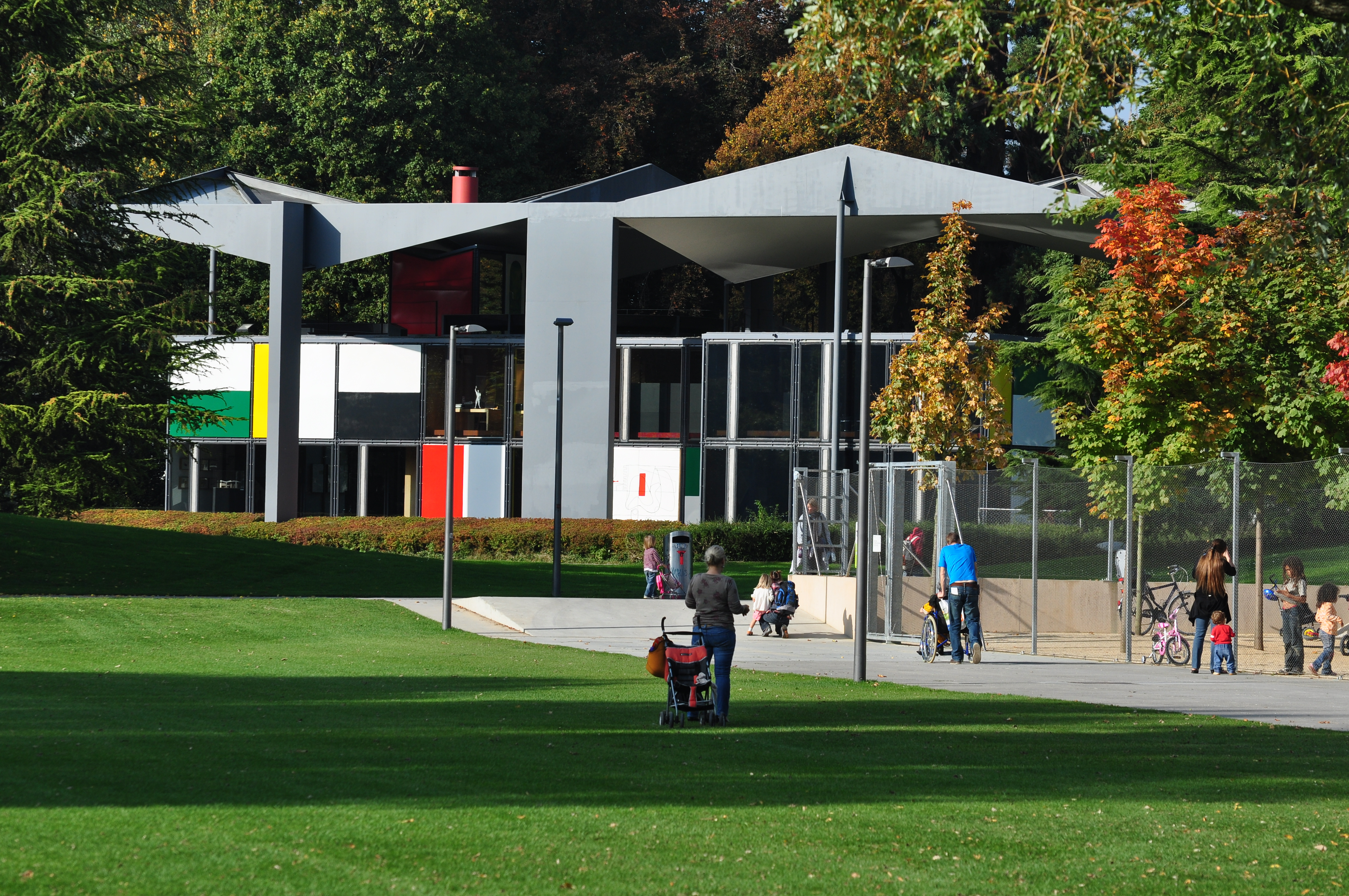
Centre Le Corbusier in Zürich, 1963-1967 (Le Corbusier)
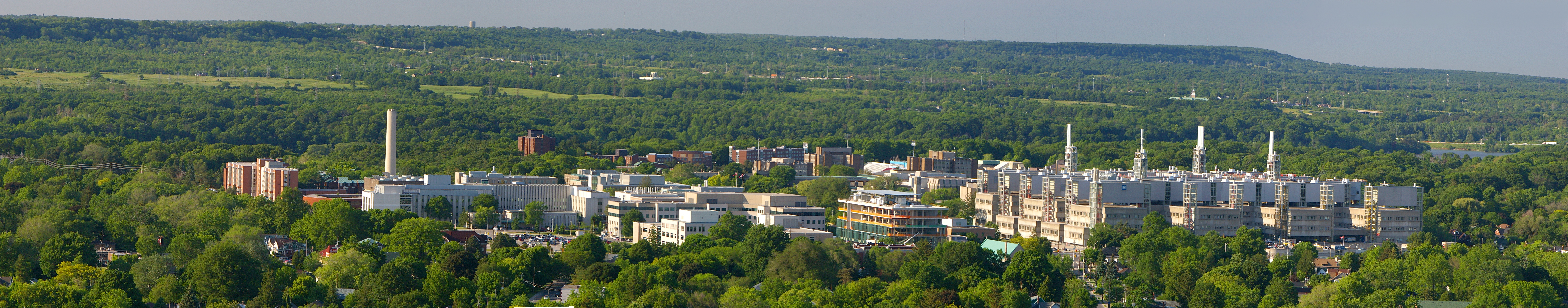
McMaster-universiteit in Hamilton, 1972 (Eberhard Zeidler)
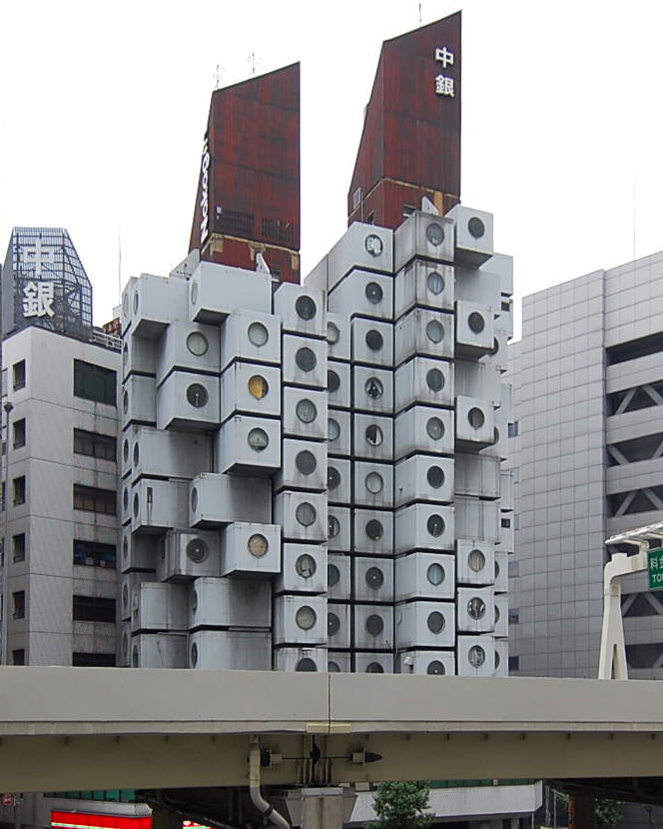
Nakagin Capsule Tower in Tokio, 1972 (Kisho Kurokawa)
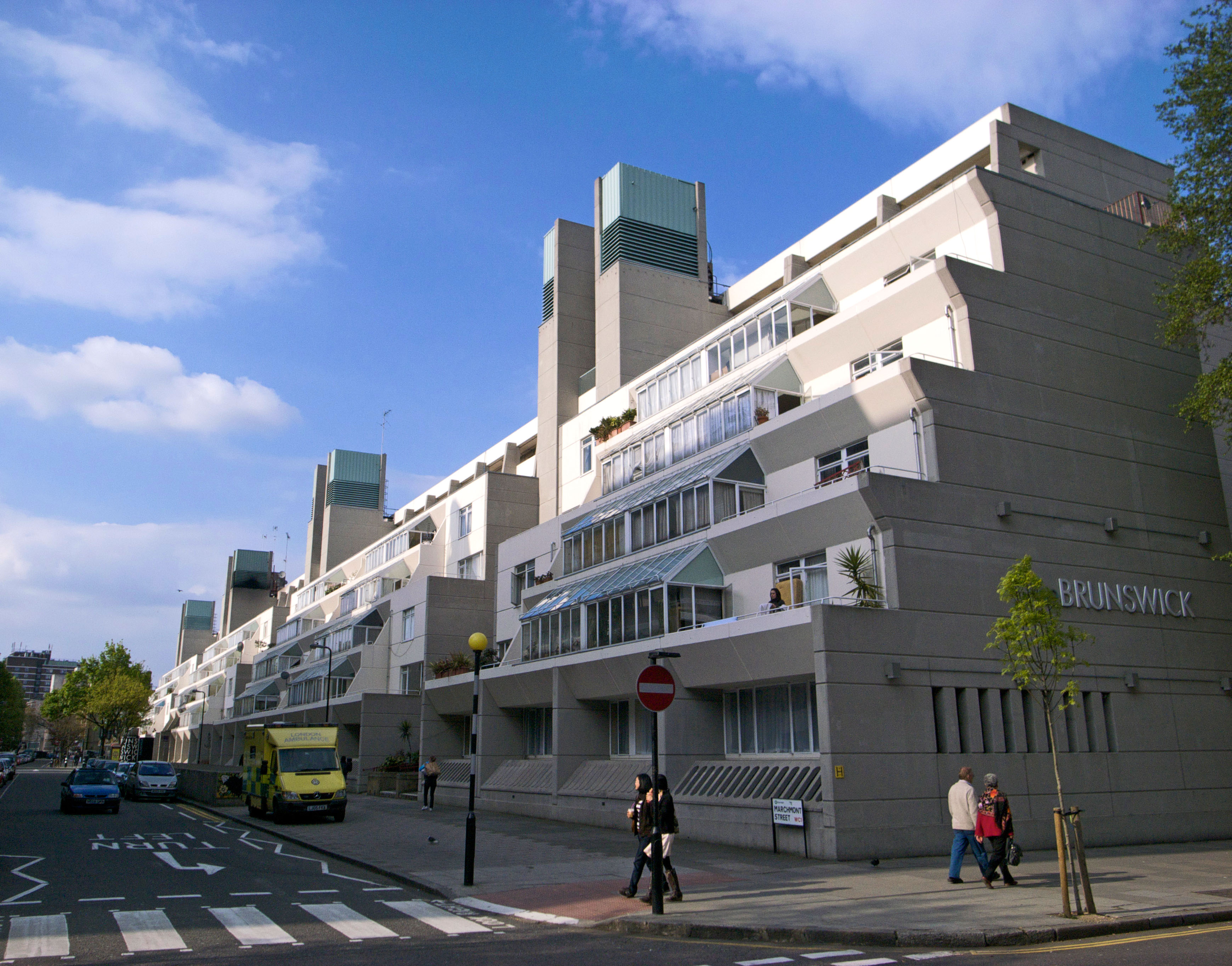
Brunswick Centre in Londen, 1972 (Patrick Hodgkinson)
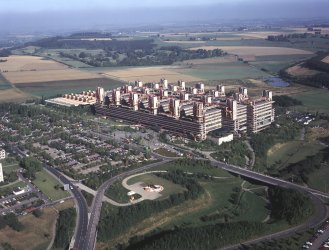
Universitair Ziekenhuis Aken, 1971-1985 (Weber Brand & Partner)
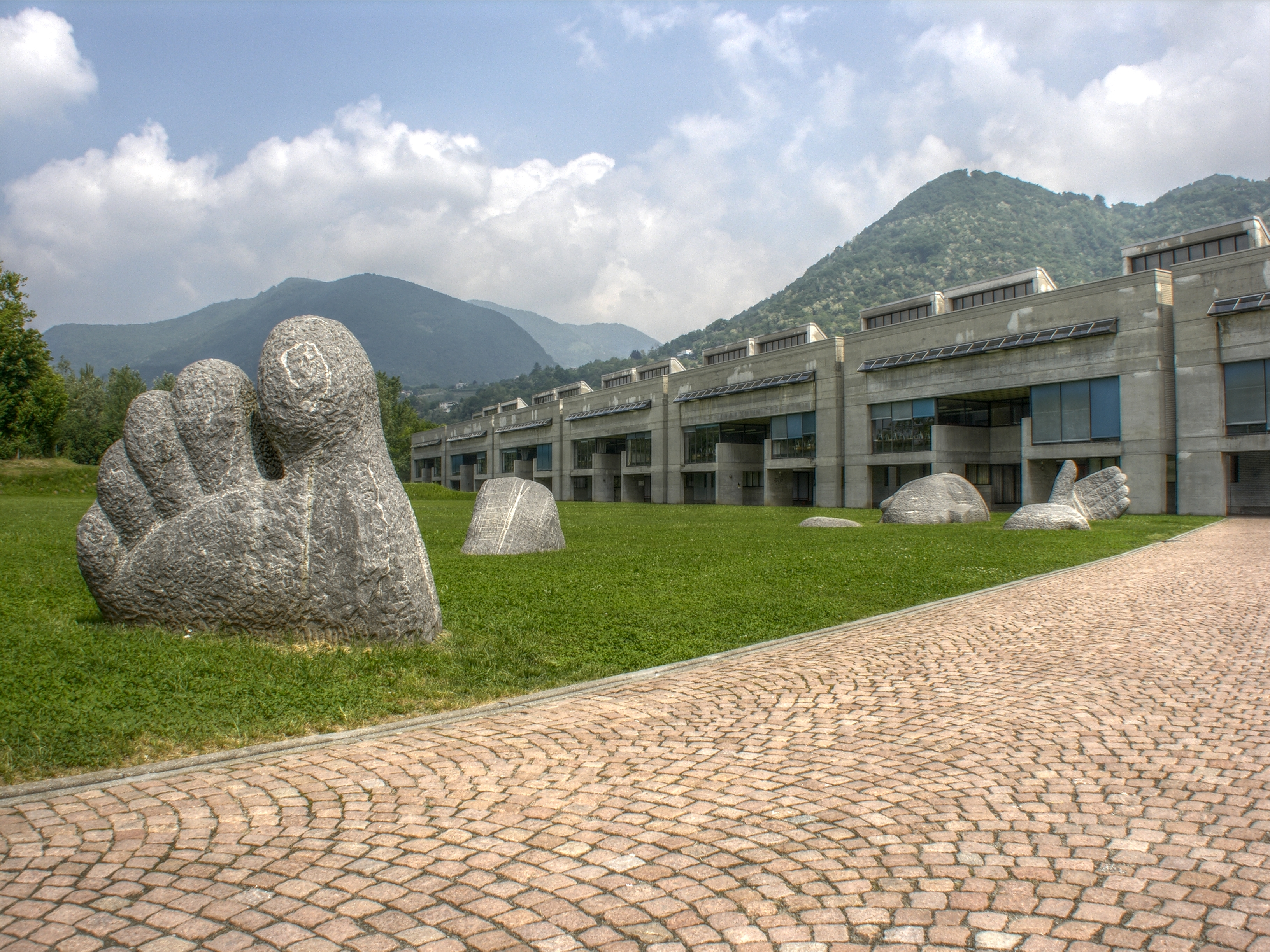
Secondary school in Morbio Inferiore, 1976 (Mario Botta)
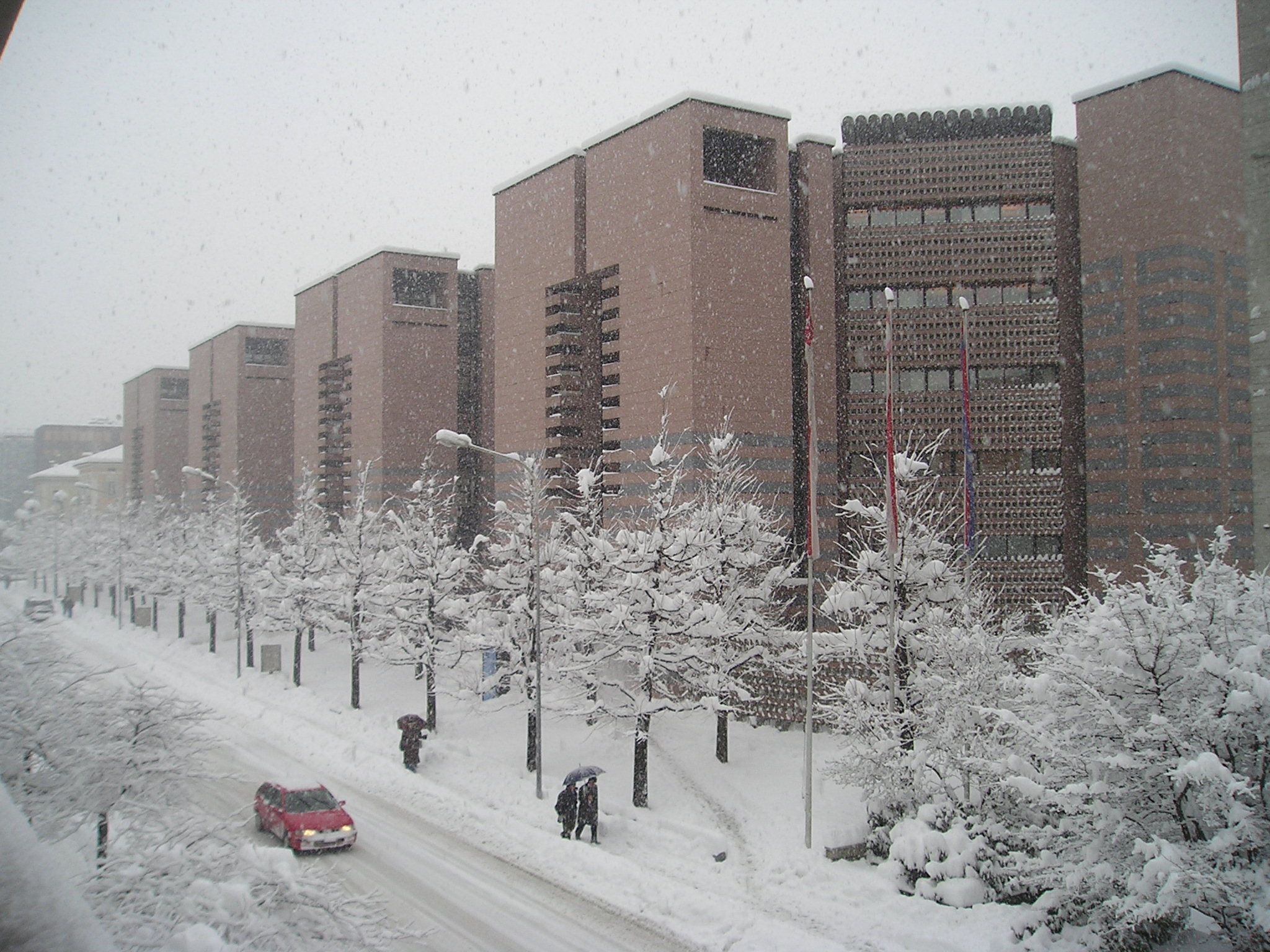
Bank-gebouw in Lugano, 1987 (Mario Botta)
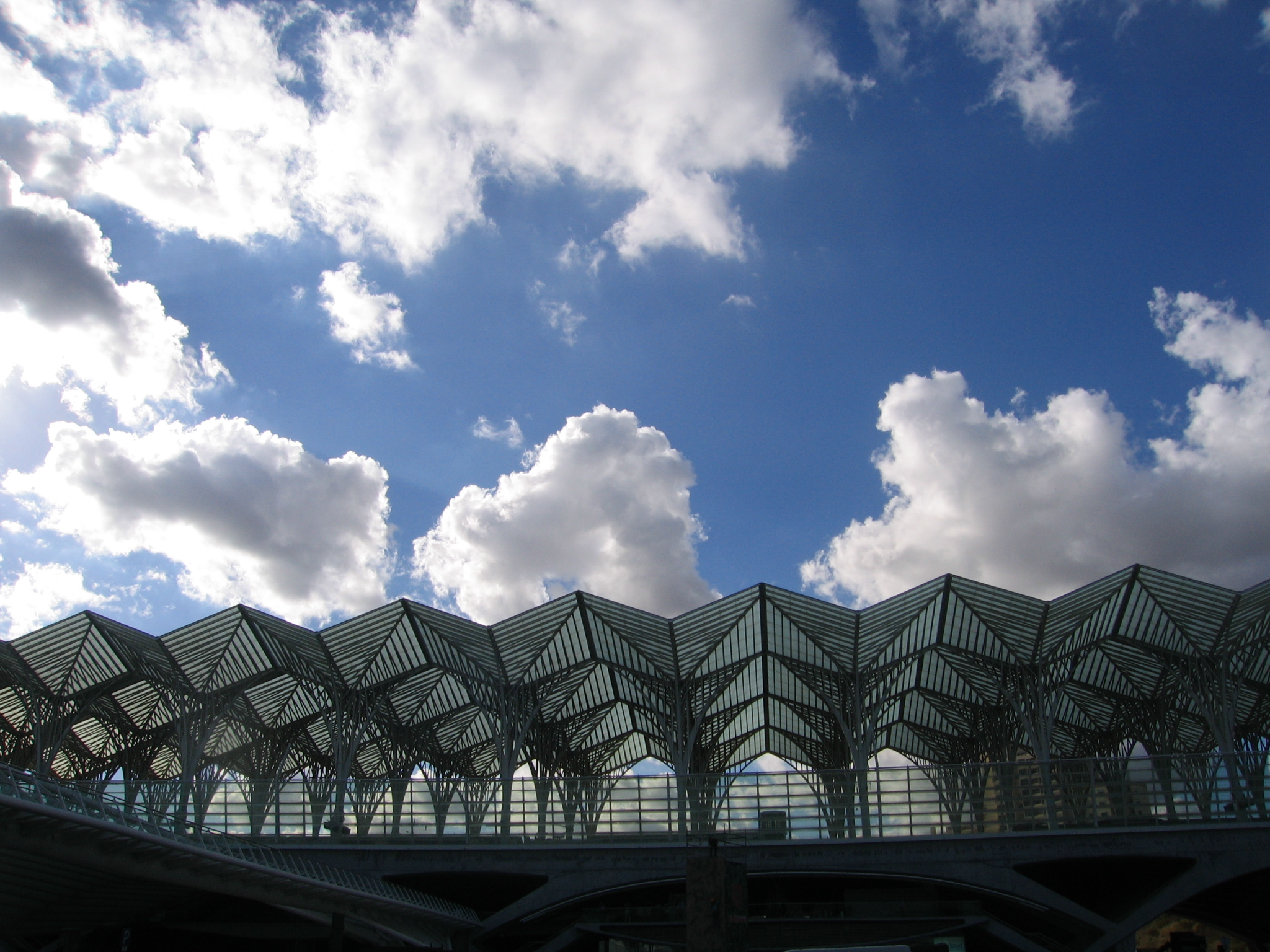
Treinstation in Lissabon, 1998 (Santiago Calatrava)
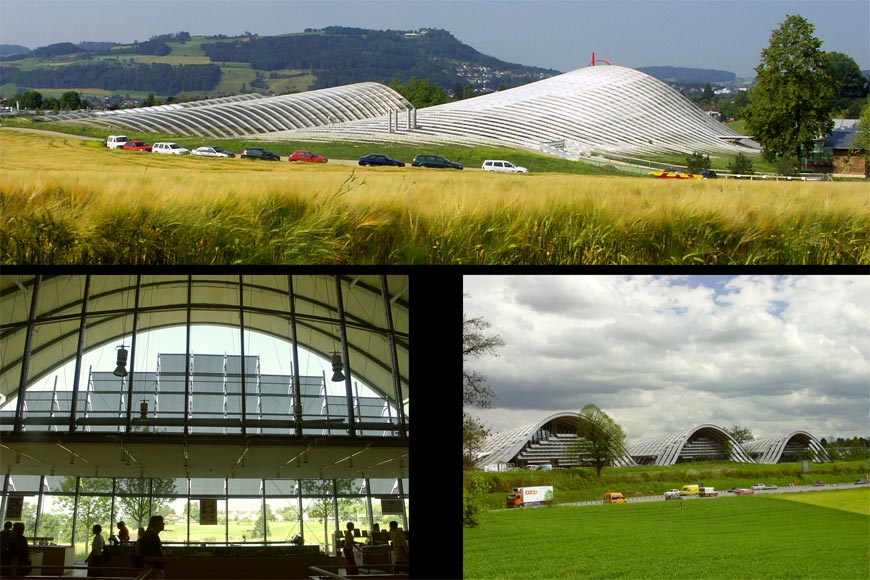
Zentrum Paul Klee in Bern, 2005 (Renzo Piano)
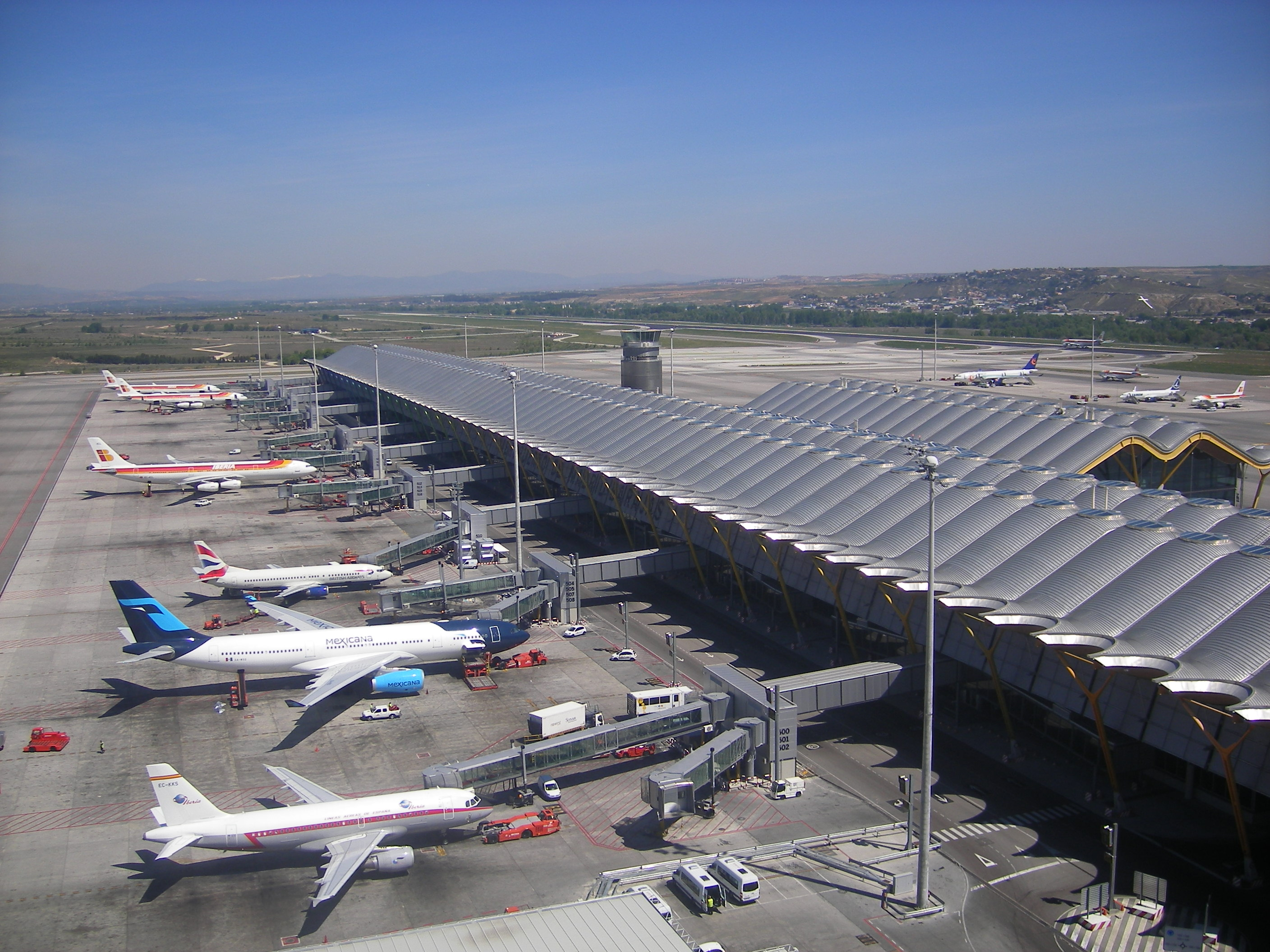
Madrid-Barajas Airport, terminal 4, 2006 (Richard Rogers)

Herdenkingsmonumenten

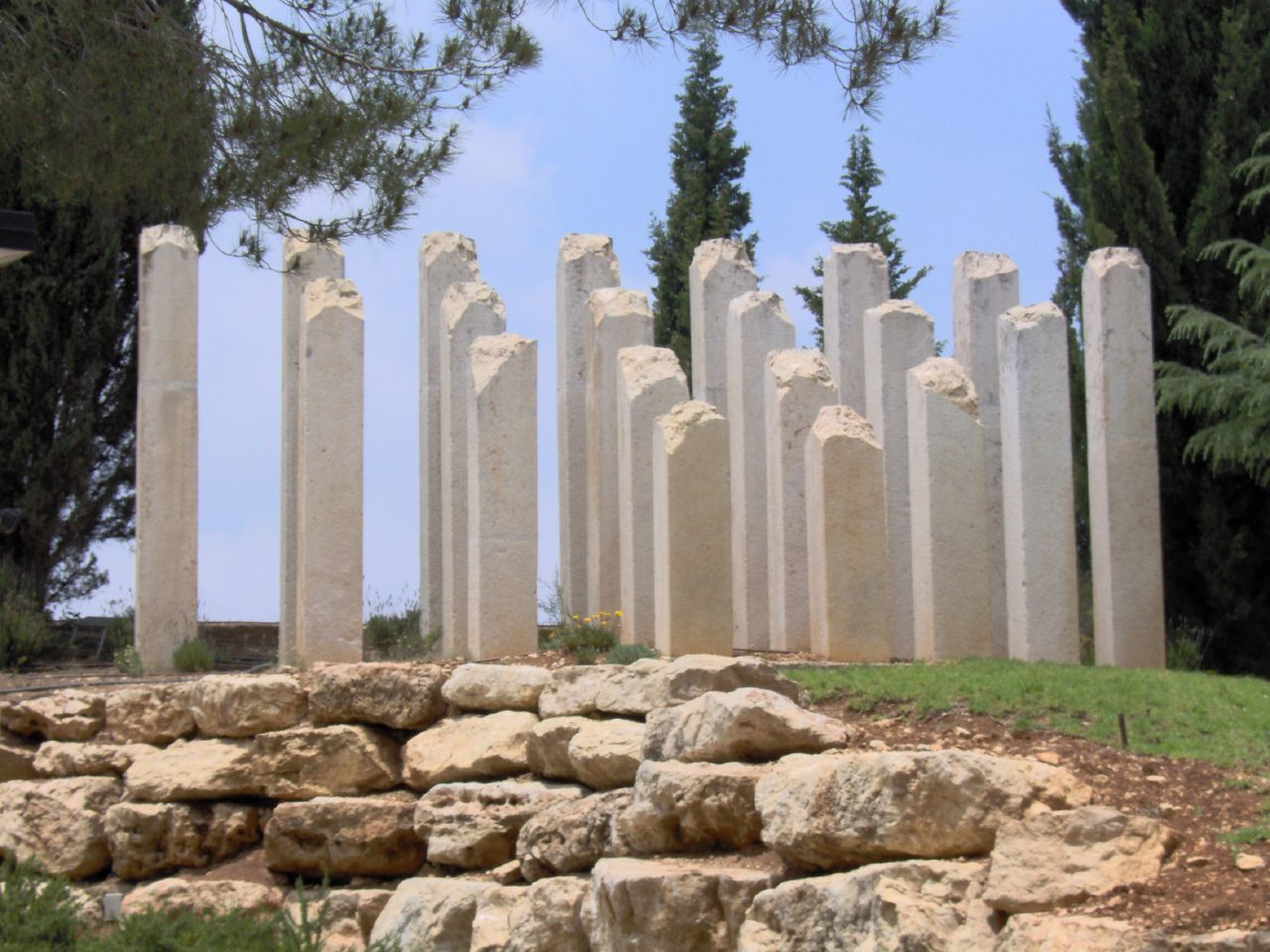
Children's monument, in Yad Vashem bij Jeruzalem, 1987 (Moshe Safdie)
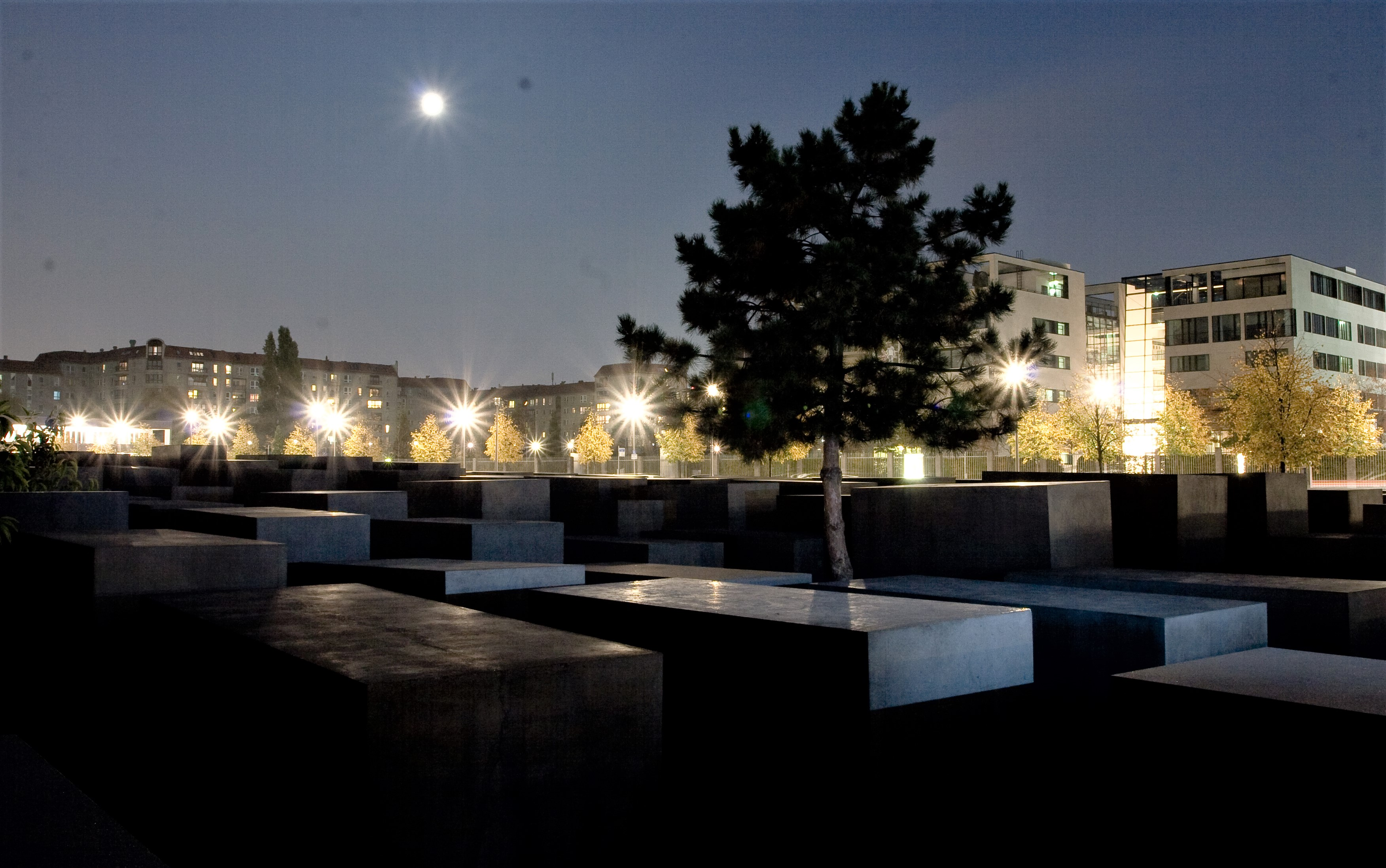
Holocaustmonument in Berlijn, 2005 (Peter Eisenman)

### Woningbouw met participatie

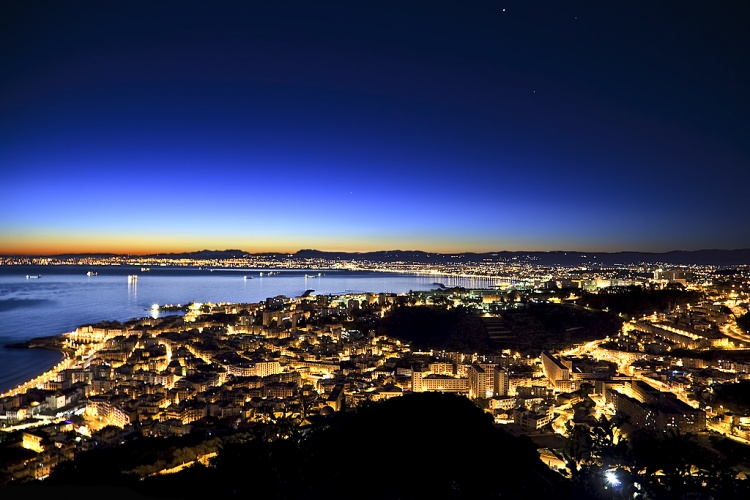
Project Fort l'Empereur in Algiers, 1934 (Le Corbusier)
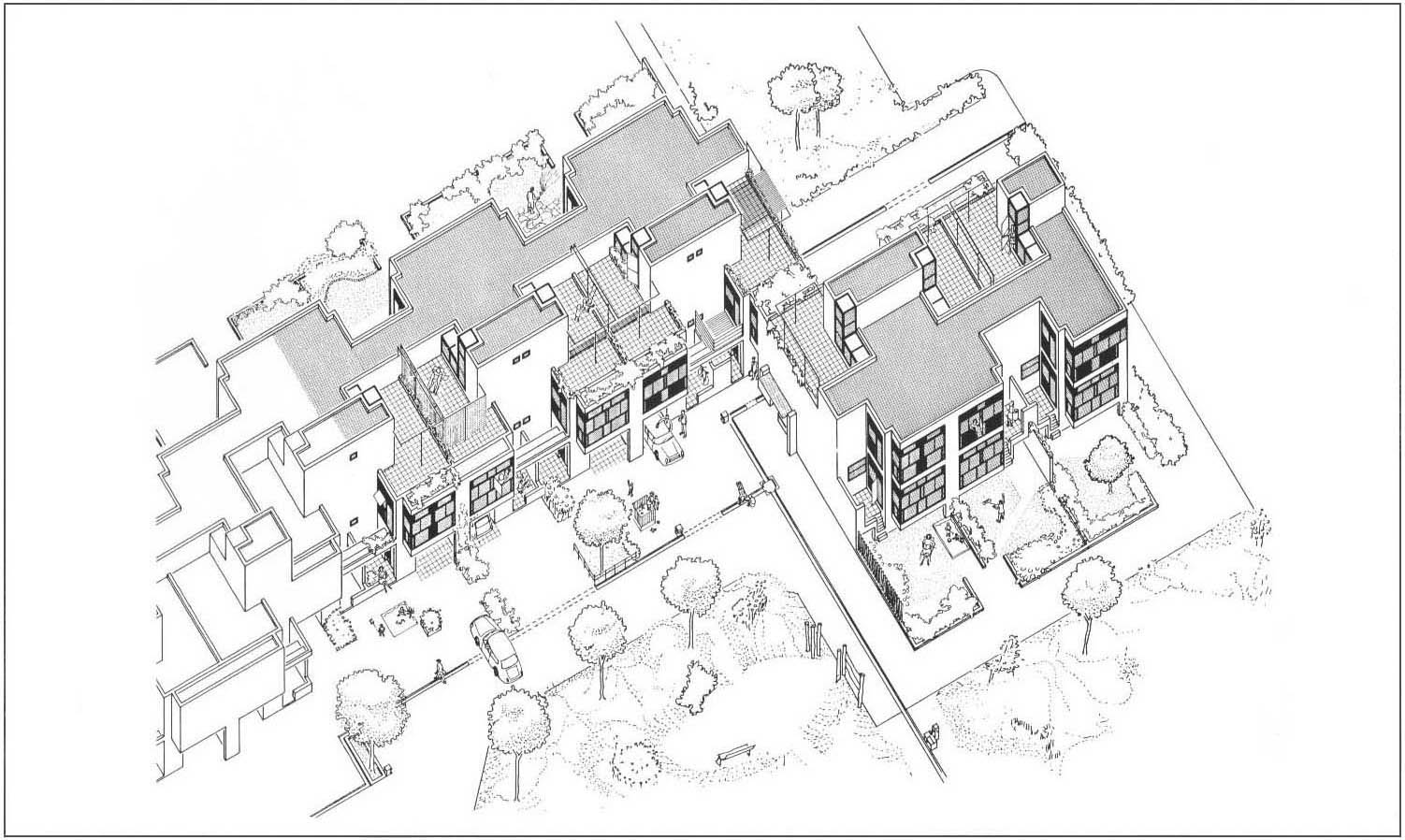
Diagoonwoningen in Delft, 1971 (Herman Hertzberger)
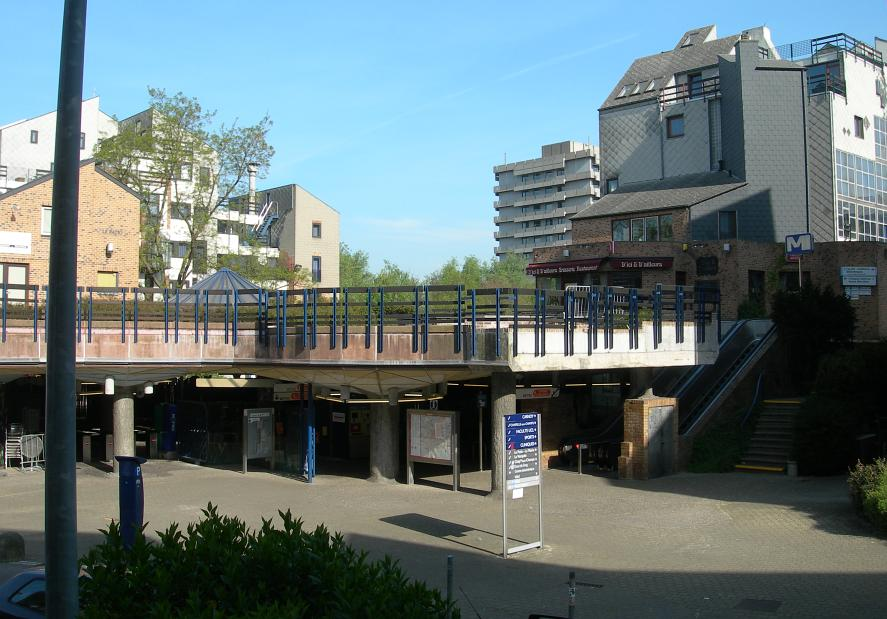
Studentenhuisvesting in Louvain-la-Neuve, 1976 (Lucien Kroll)
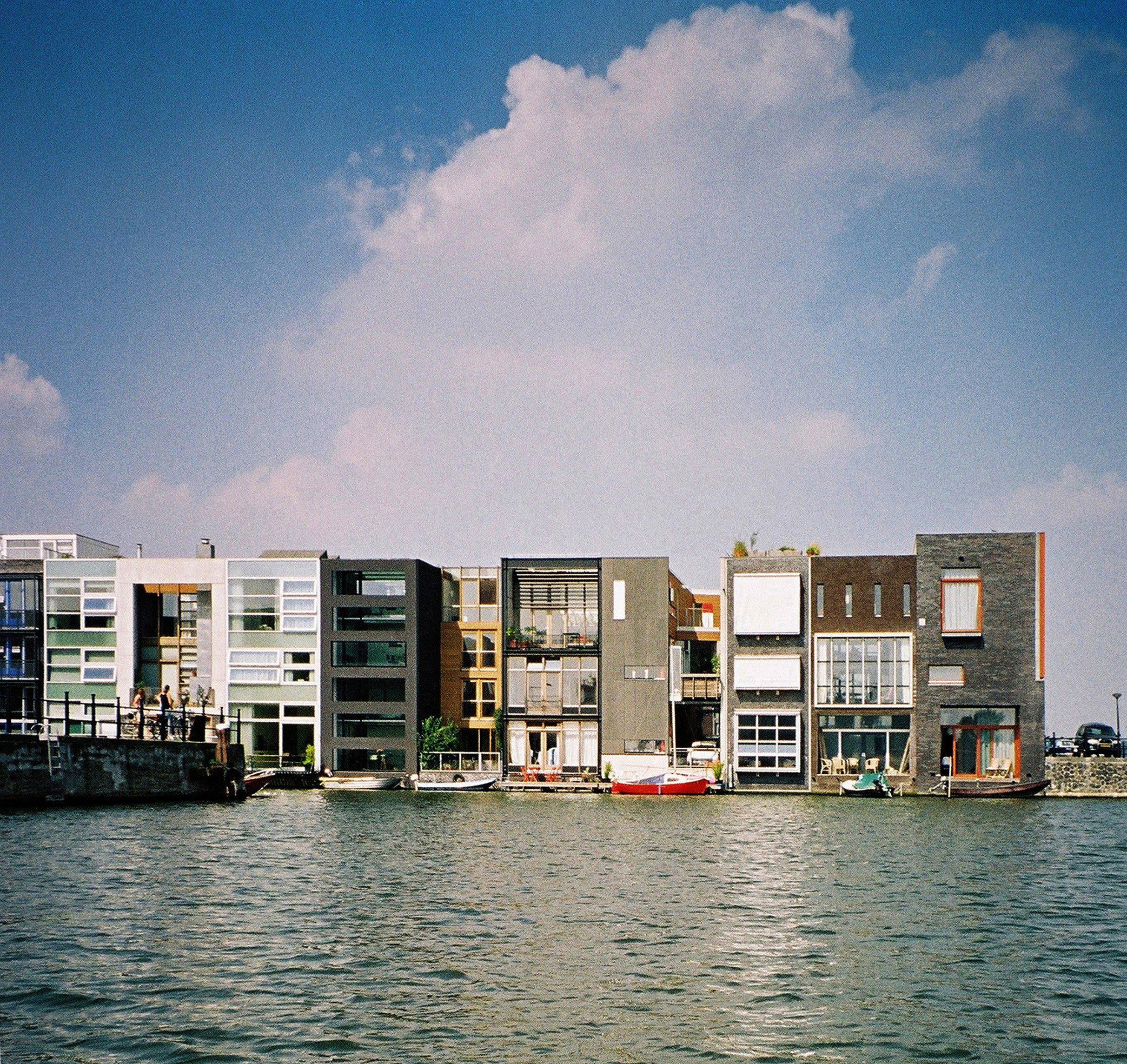
Scheepstimmerman-straat in Amsterdam, 1997 (Adriaan Geuze, coördinatie)
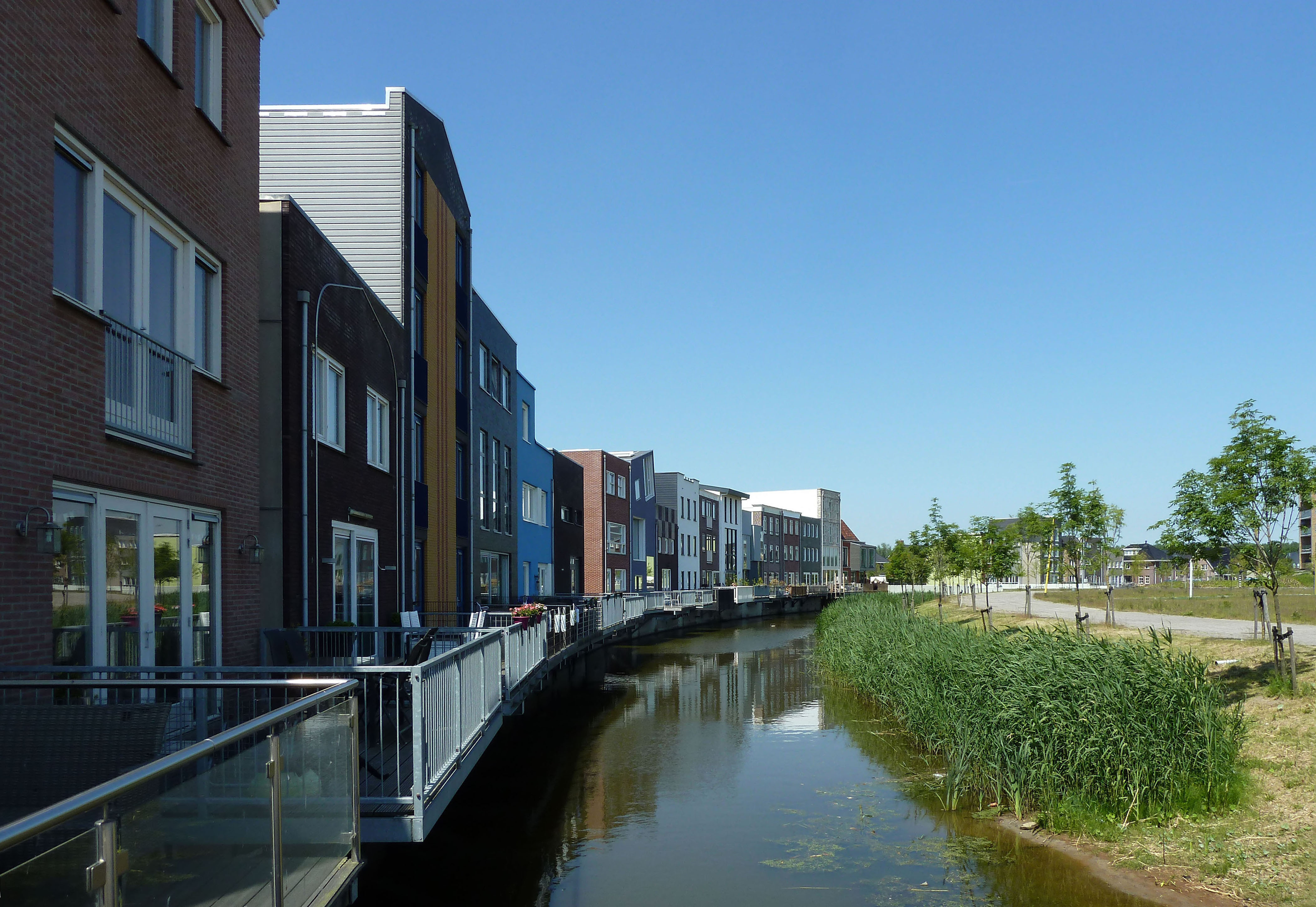
Homeruskwartier in Almere, 2012 (OMA, masterplan en coördinatie)
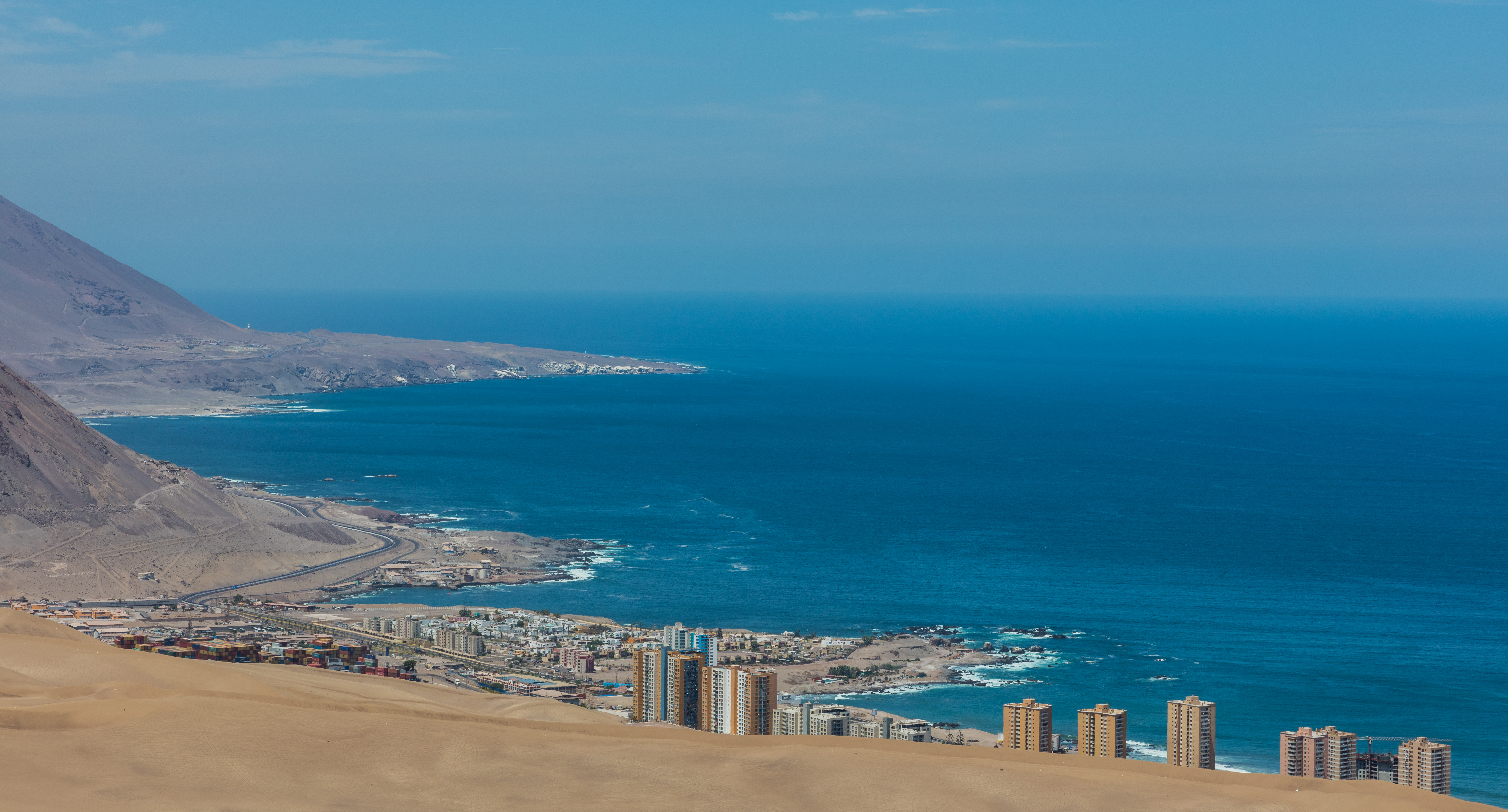
Quinta Monroy in Iquique, 2004 (Alejandro Aravena)

### Woonwijkstructuren, groot- en kleinschalig

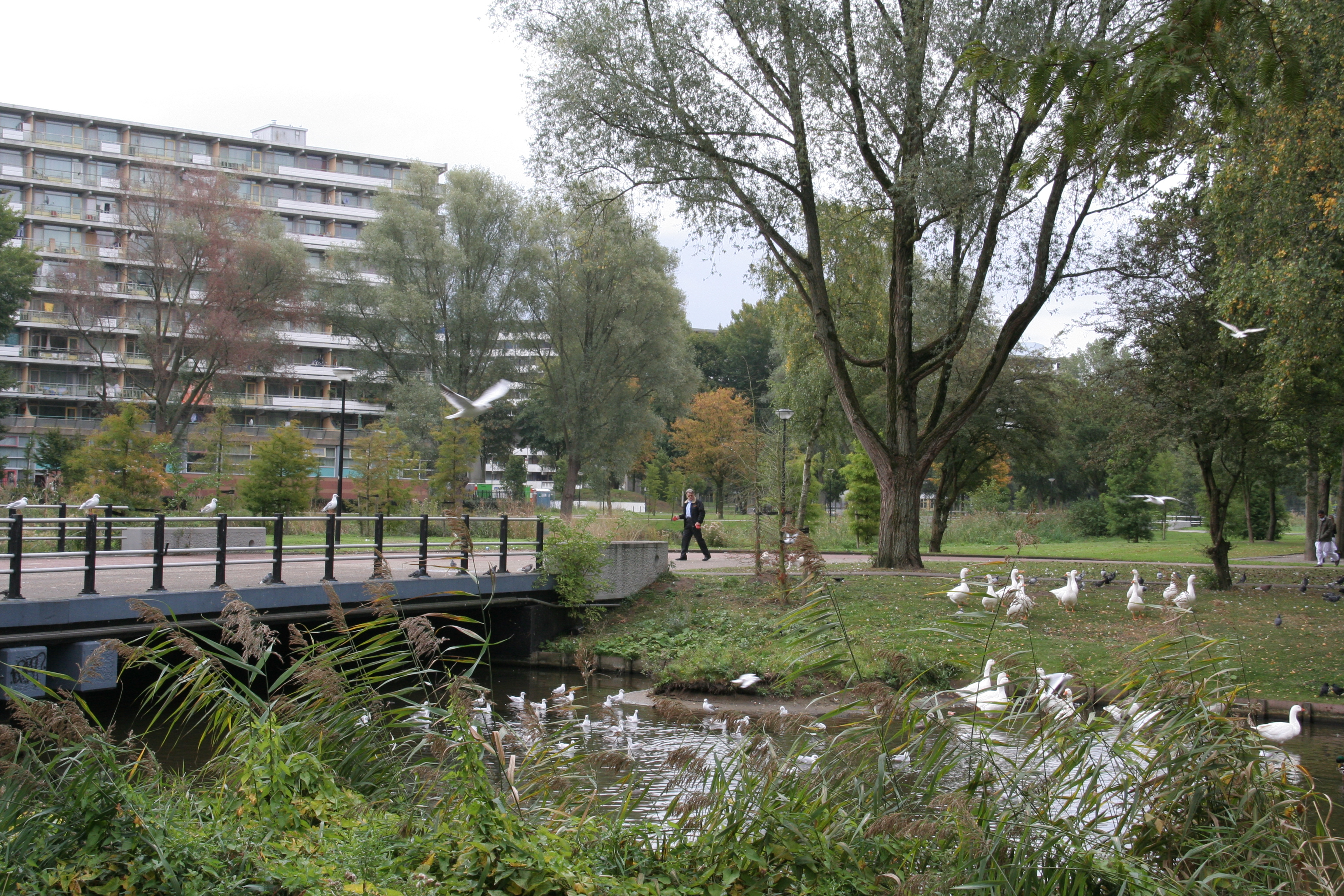
Bijlmermeer in Amsterdam-Zuidoost, 1966-75
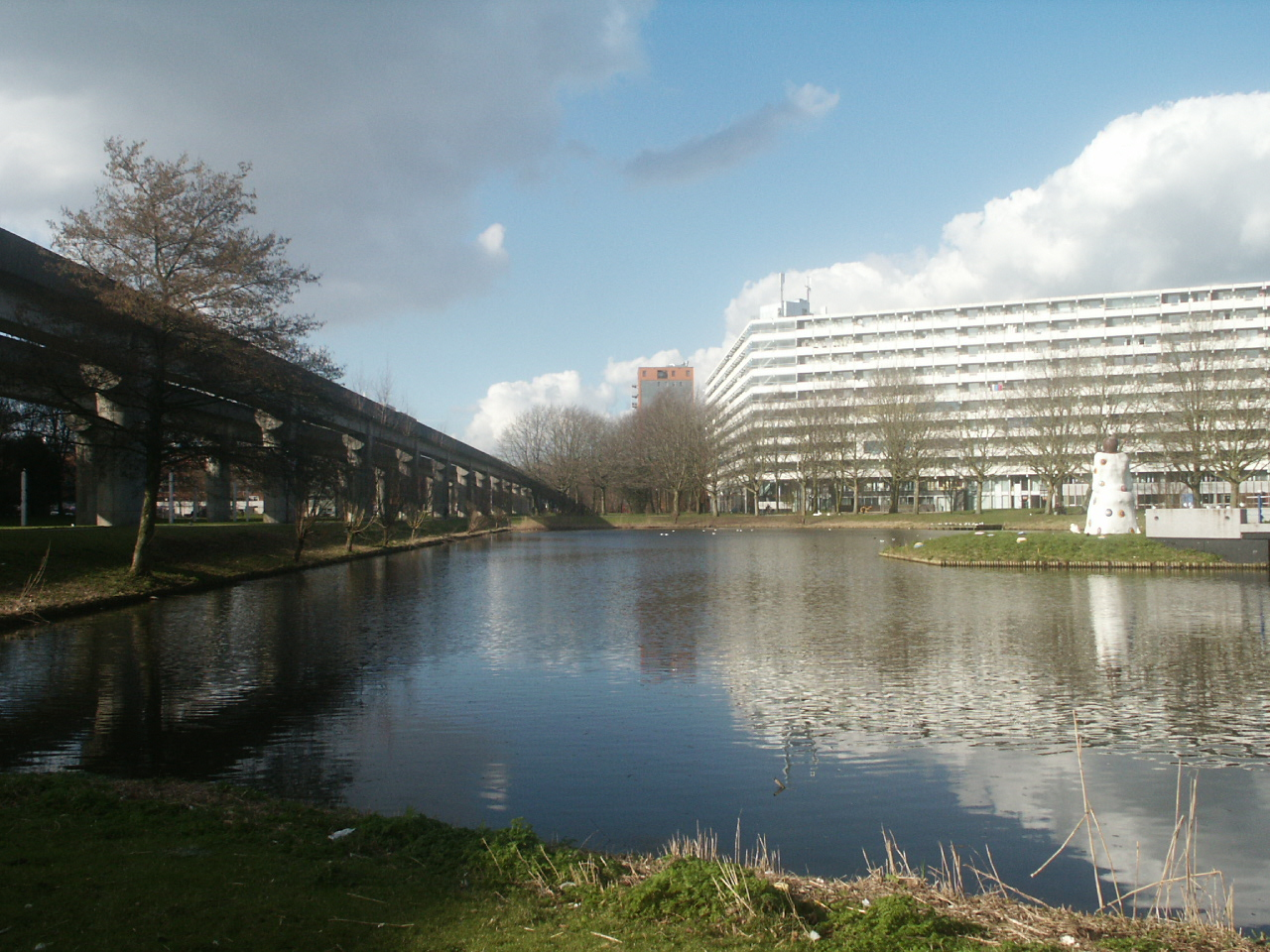
Bijlmermeer met metrolijn
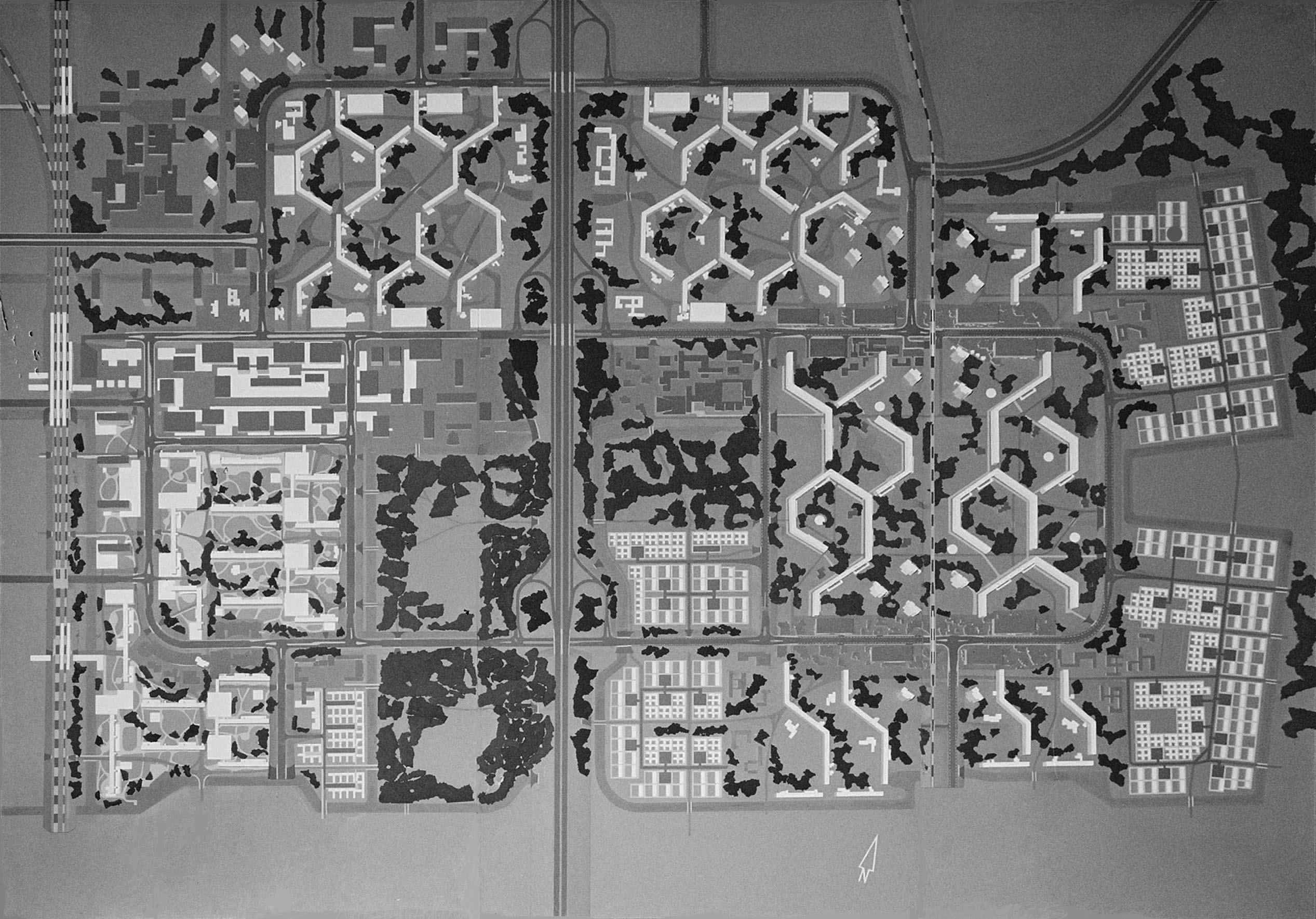
Bijlmermeer, masterplan 1965 (Siegfried Nassuth)
Bijlmermeer 2012, bestaande gebouwen (rood), afgebroken (grijs)
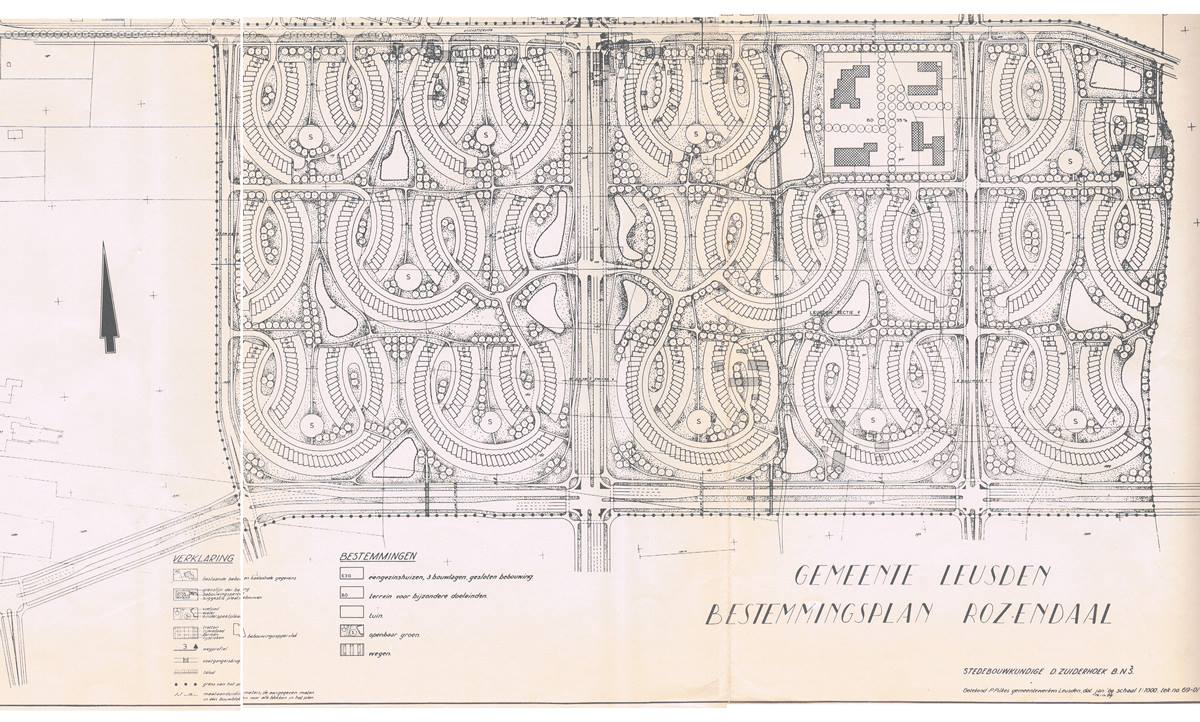
Rozendaal in Leusden, masterplan 1969 (David Zuiderhoek)
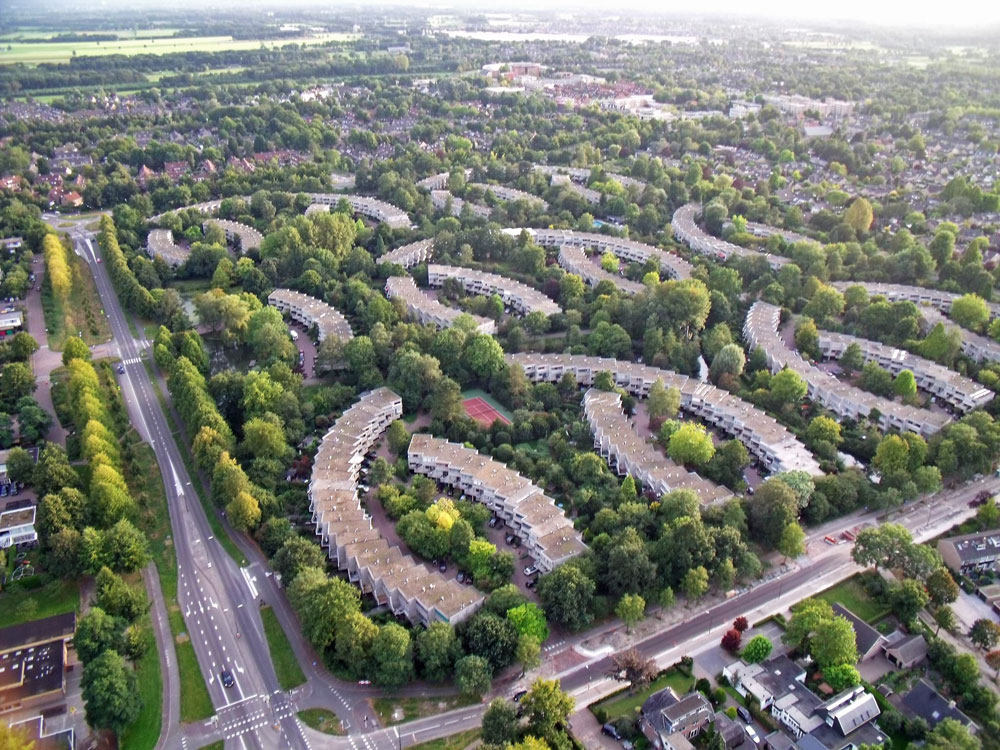
Rozendaal 1973, deel links van plan is uit-gevoerd (Henk Klunder)
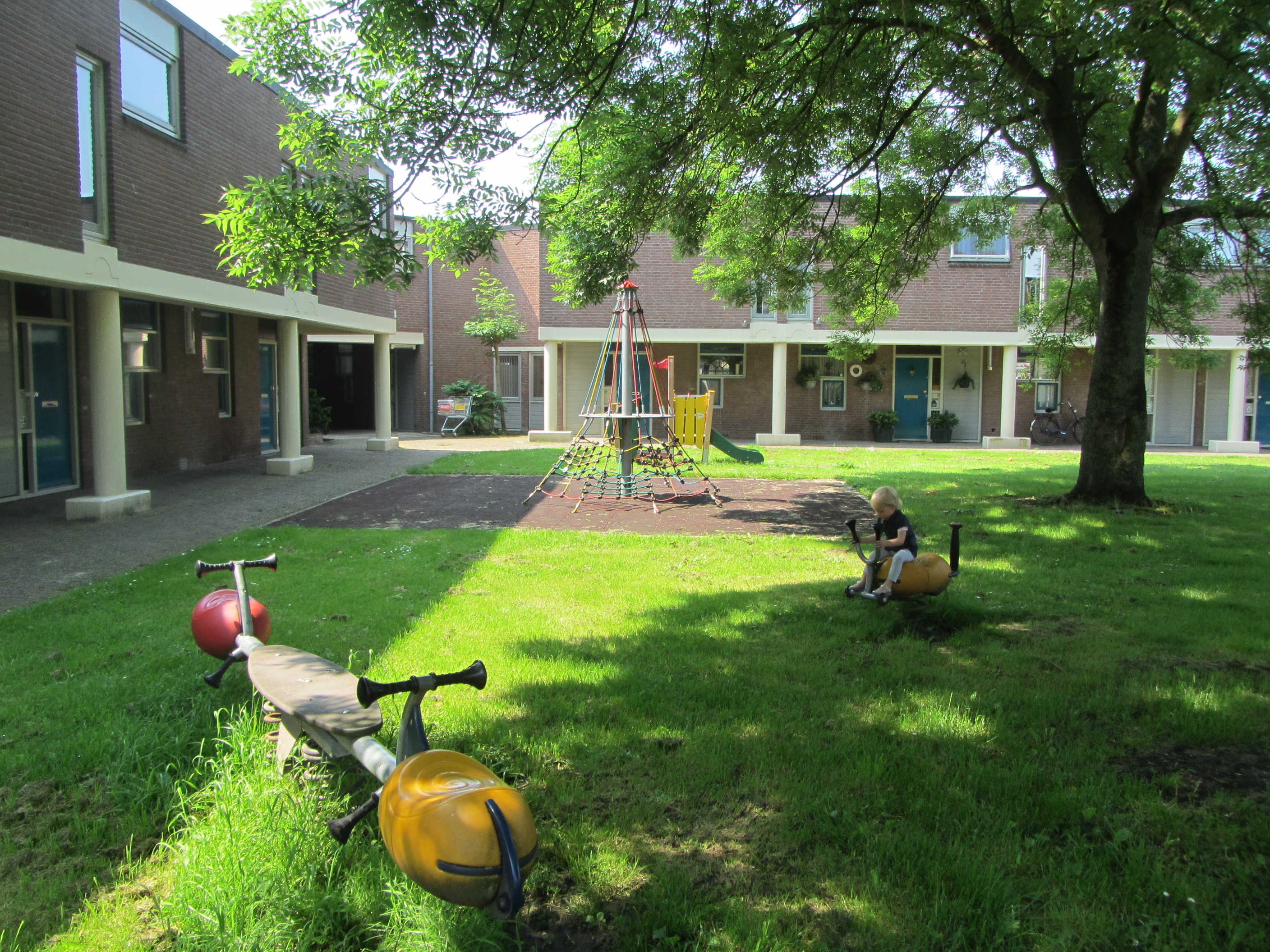
Sterrenwijk in Berkel-Rodenrijs, 1973 (Verhoeven Klunder Witstok Brinkman)
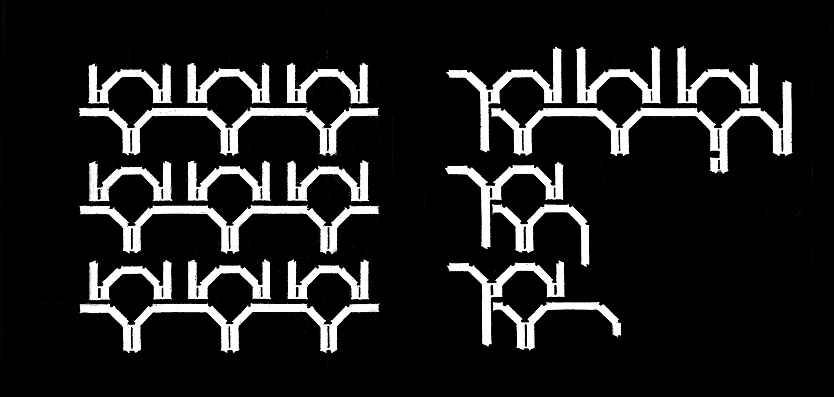
Sterrenwijk, basis-structuur en realisatie (zie Google Maps Berkel-Rodenrijs Planetenweg)
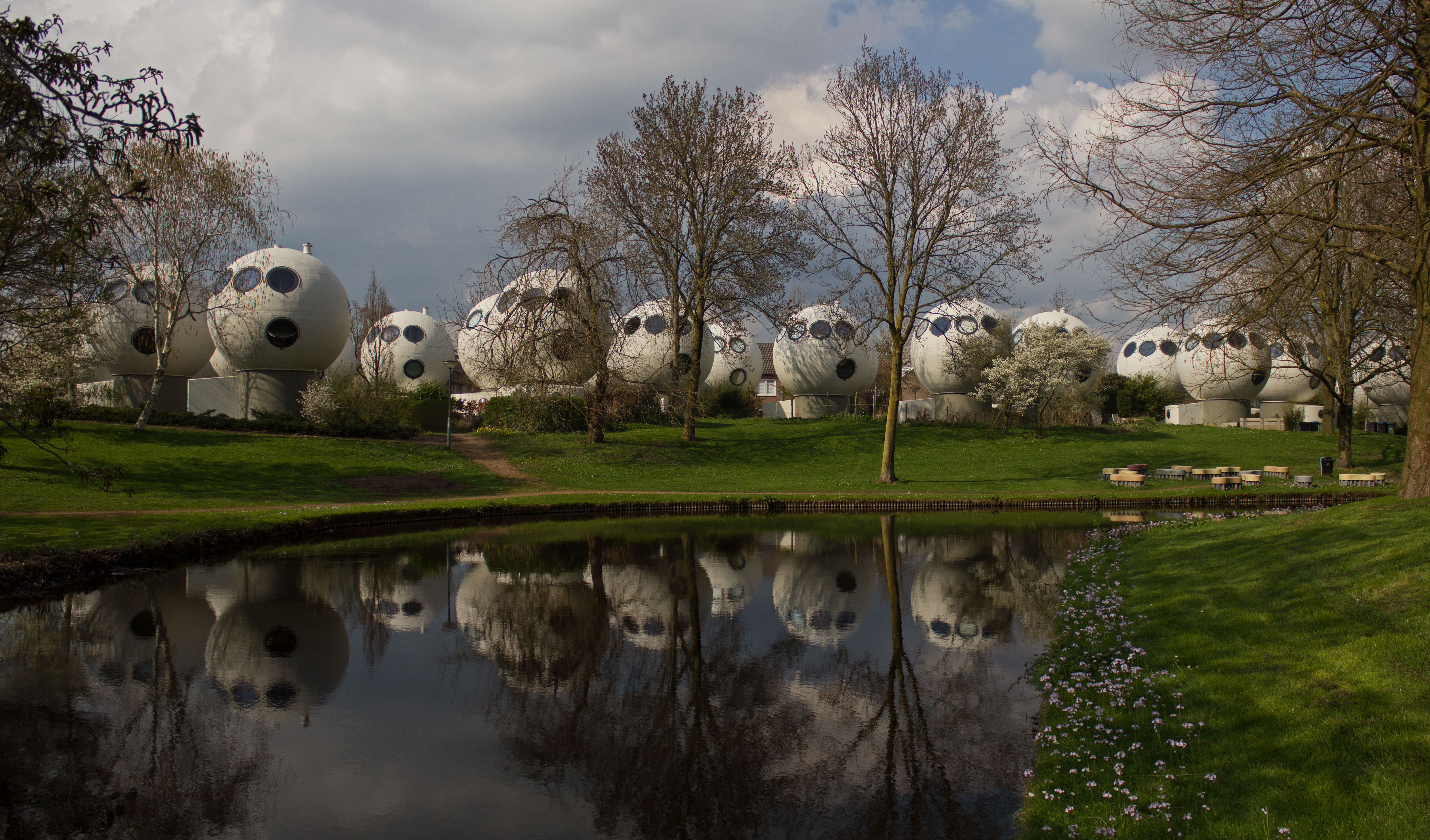
Bolwoningen in 's-Hertogenbosch, configuratie zonder grid, 1984 (Dries Kreijkamp)

## Stadsstructuren

### Historische voorbeelden

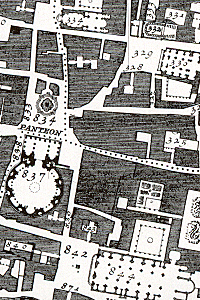
Rome 1748, bijzondere architectuur (wit), alledaagse architectuur (grijs), Forum 1/1964
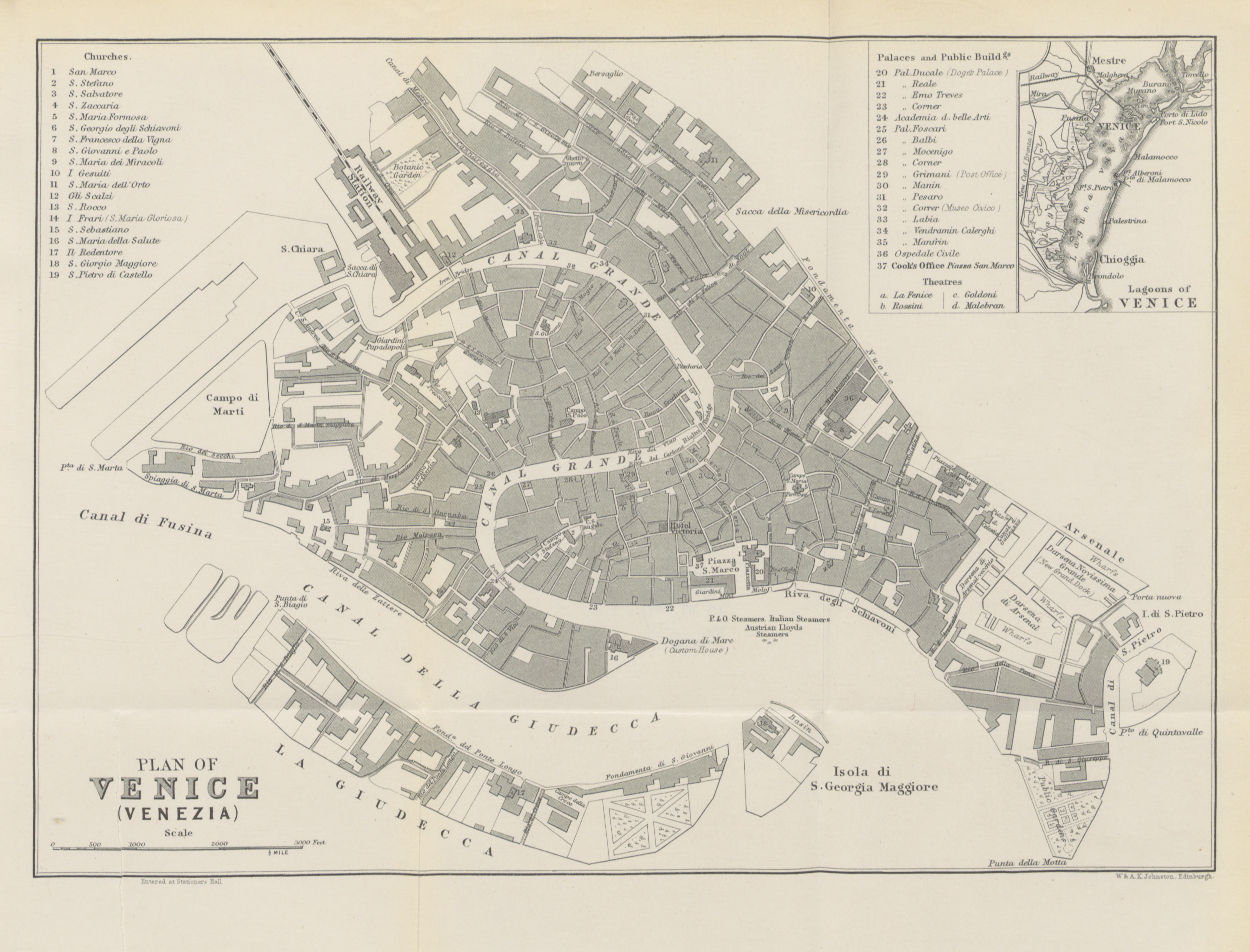
Venetië, grondstructuur S-vorm
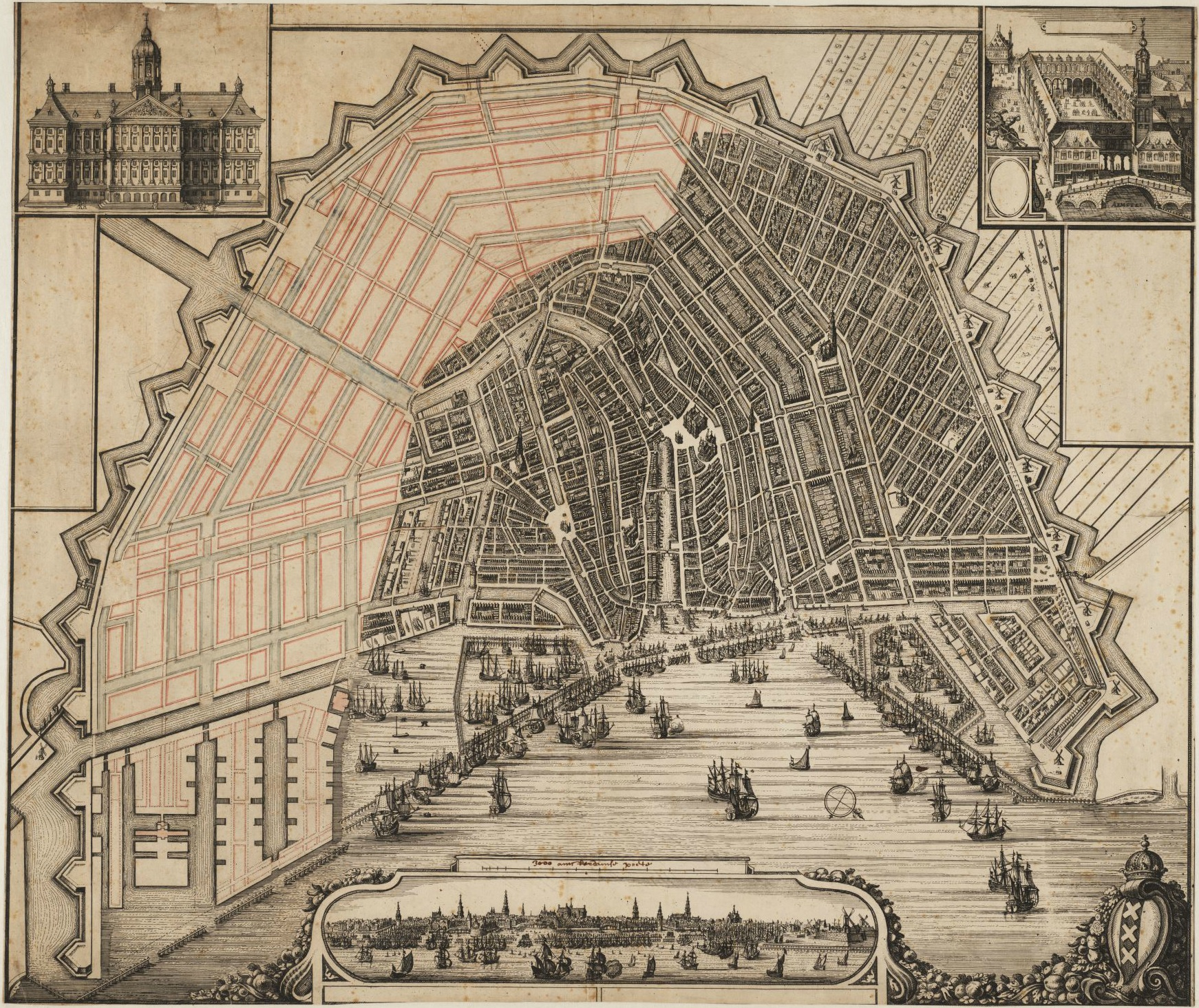
Amsterdam 1660, grondstructuur U-vorm, structuur en invulling
Washington D.C. 1792, L'Enfant Plan
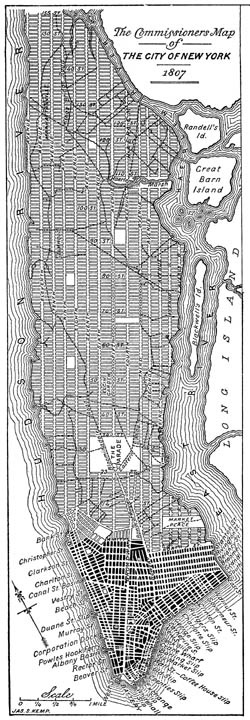
Manhattan 1807, gridiron plan, nog zonder Central Park
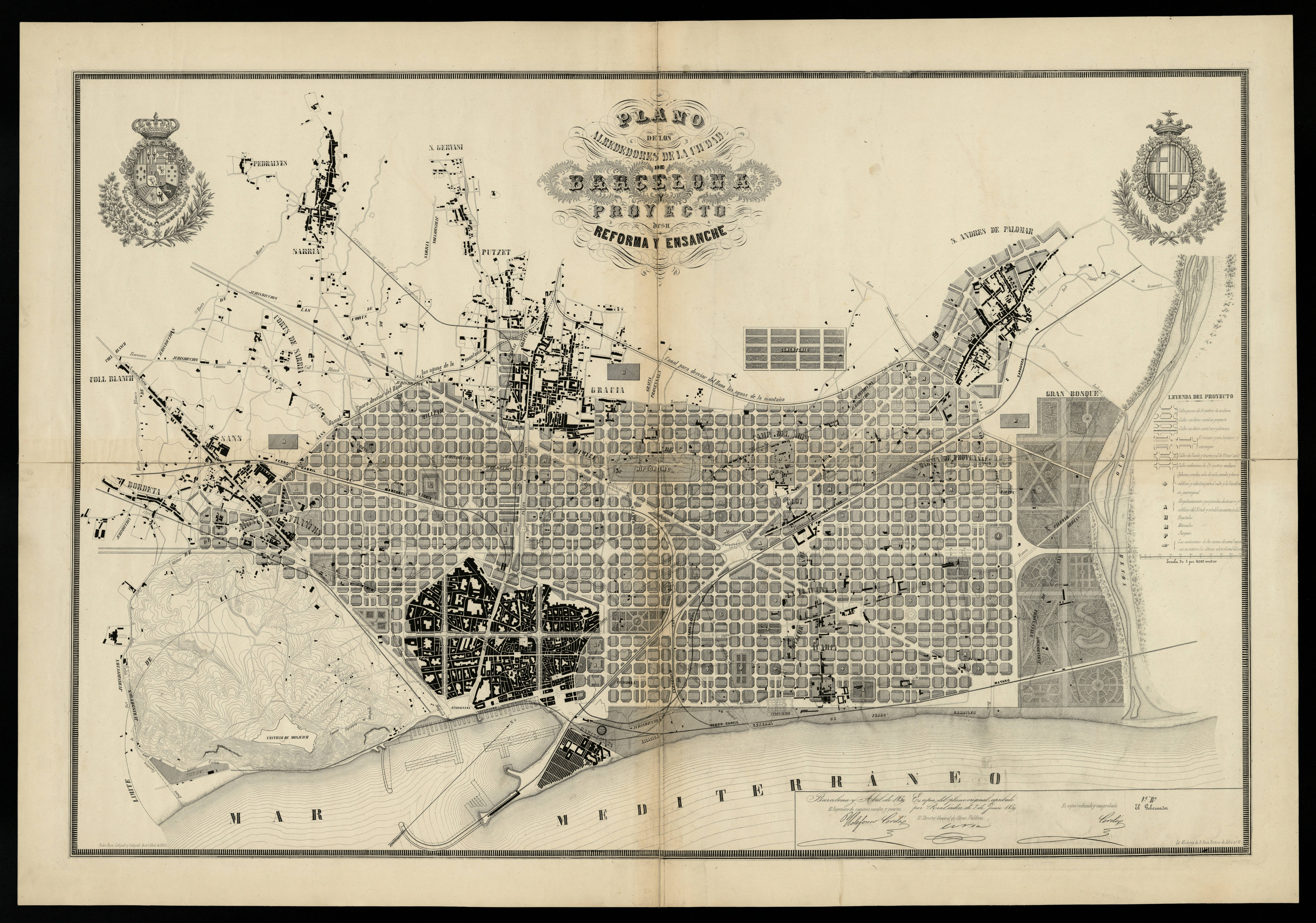
Barcelona 1859, stadsuitbreiding met gridiron plan

### Stadsstructuren 20ste eeuw

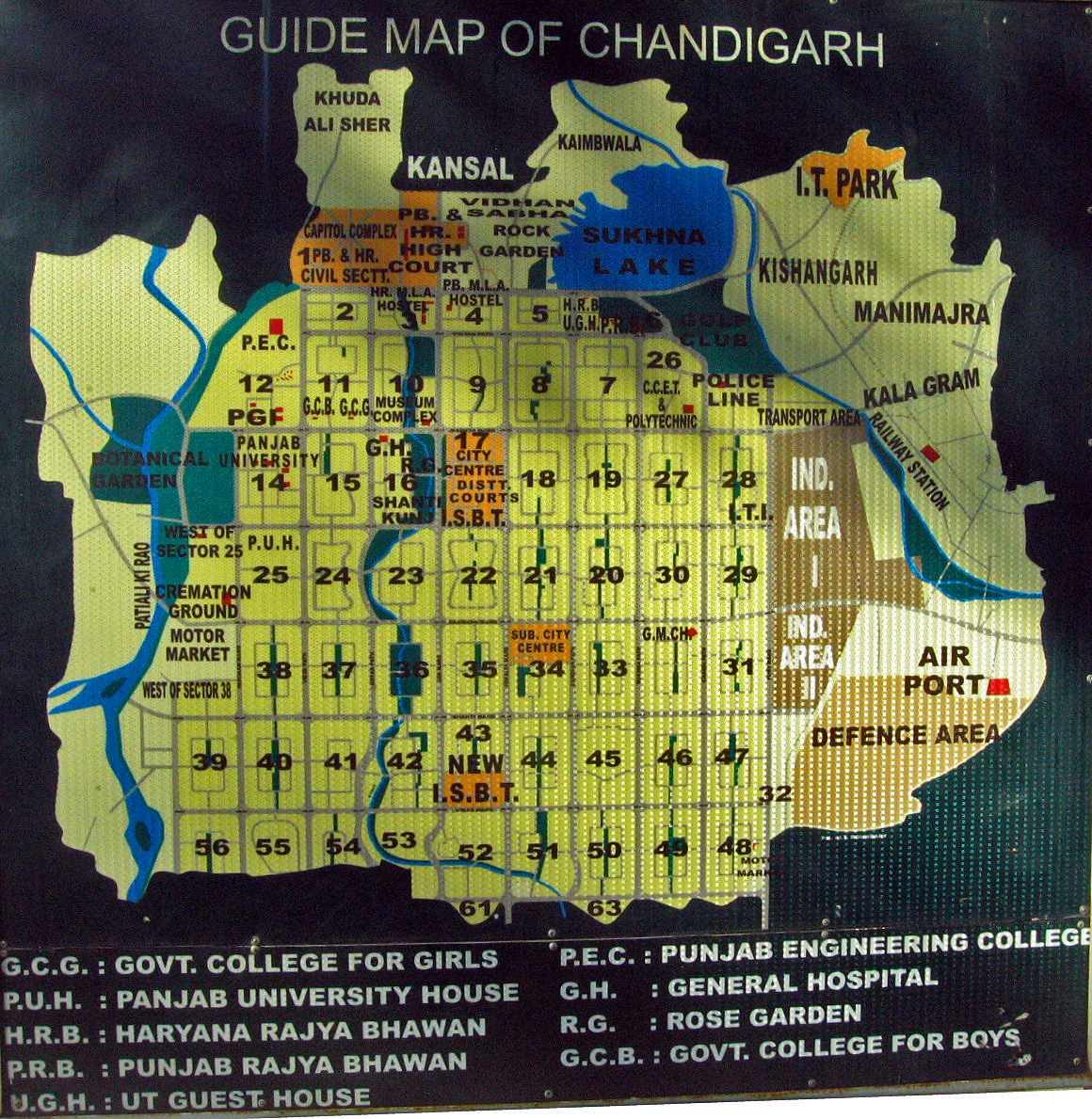
Chandigarh, masterplan 1951-1964 (Le Corbusier)
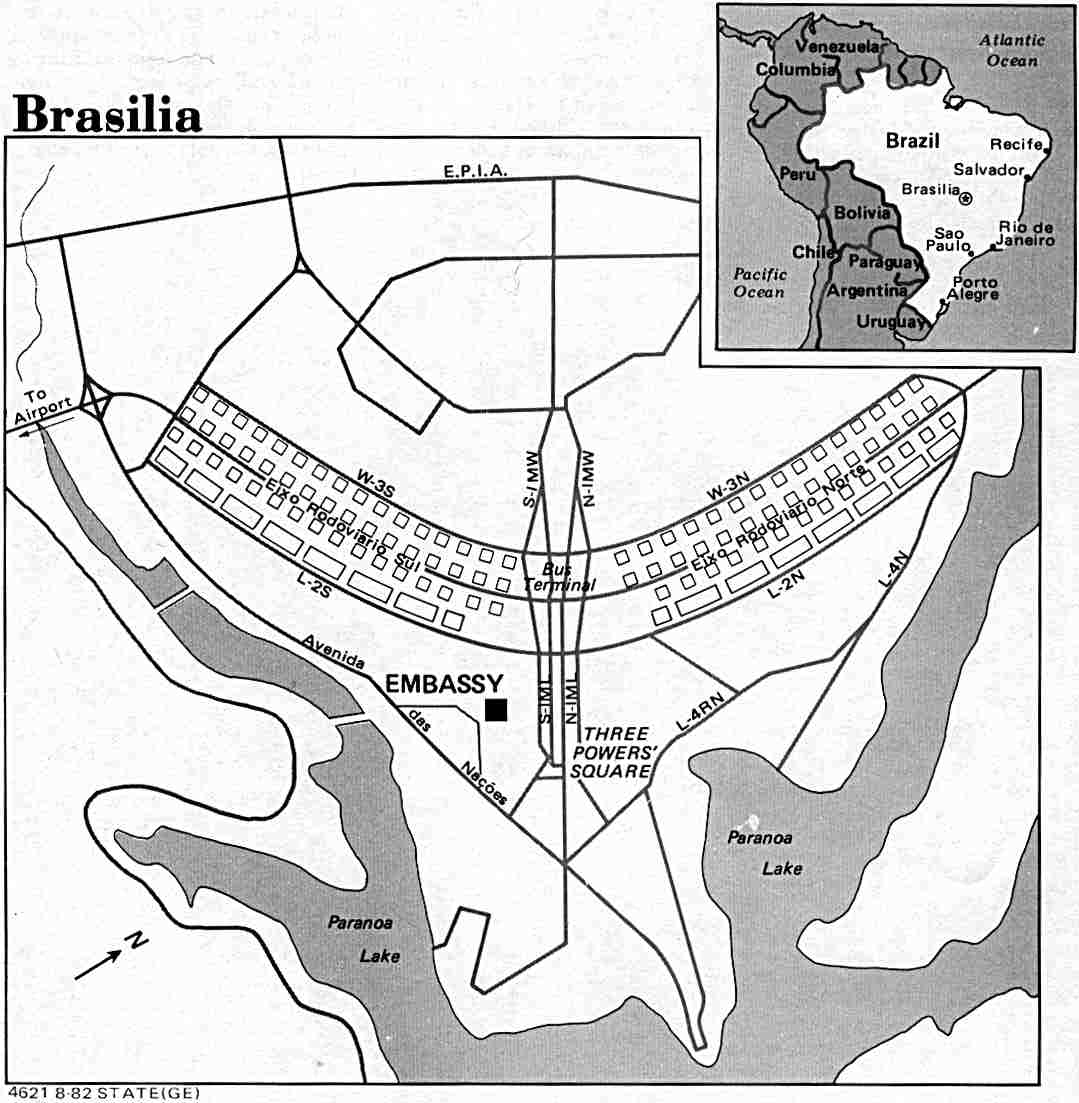
Brasilia, masterplan 1956-1960 (Lúcio Costa)

## Thema's vanTeam 10
In 1957 kwam Jaap Bakema, samen met leden van een reorganisatie-committee van de CIAM, met het voorstel om de naam "CIAM: Congrès Internationaux d'Architecture Moderne" te veranderen in "CIAM: Groupe de Recherches des Interrelations Sociales et Plastiques". Voor de nieuwe "Werkgroep voor het onderzoek naar de relaties tussen de sociale en gebouwde structuren" (Team 10) werd twee jaar later het volgende overzicht van 18 thema's gepubliceerd op de titelpagina van het tijdschrift Forum 7/1959. Dit tijdschrift was ook het programma voor het congres CIAM '59 in Otterlo.
Thema's van het Team 10 op de titelpagina van Forum 7/1959:
- cluster ─ (structuur woningbouw en stad)
- change and growth ─ (verandering en groei)
- à mi-chemin ─ (op halve weg in relatie tot andere culturen)
- imagination versus common-sense ─ (kunst tegen wetenschap)
- appreciated unit ─ (wooneenheid waardering)
- la plus grand realité du seuil ─ (tussengebied voor ontmoeting)
- l'espace corridor ─ (tegen ruimte-corridor van de strokenbouw)
- stad als interieur van de gemeenschap ─
- identity ─ (identiteit van architectuur en bewoners)
- het ogenblik van 'core' ─ (stadskern)
- hierarchy of human associations ─ (stedenbouw in relatie tot opbouw gemeenschap)
- mobility ─ (bewegingssystemen)
- l'habitat pour le plus grand nombre ─ (woonmilieu voor de grootste bevolkingsgroep)
- harmony in motion ─ (harmonie in beweging, esthetica van het aantal)
- aspect of ascending dimensions ─ (aspect van de groter wordende afmetingen)
- identifying devices ─ (herkenningstekens van de stad)
- gedifferentieerde wooneenheid ─
- visual group ─ (visueel beleefbare woongroepering)

- Bejaardentehuis "De Drie Hoven" in Amsterdam-Slotervaart, 1974 (Herman Hertzberger)
- Woningbouw "Kasbah" in Hengelo, 1973 (Piet Blom).